# Strategic Air Command
Cet article concerne le commandement de l'US Air Force. Pour le film d'Anthony Mann, voir Strategic Air Command (film).
Le Strategic Air Command, ou SAC, était un grand commandement de l'United States Air Force (USAF), formé en 1946 pour regrouper les unités de bombardement stratégique de l'USAF, destinées en particulier à employer les armes nucléaires des États-Unis. Il regroupait aussi bien des unités de bombardiers, que d'avions ravitailleurs, de chasseurs d'escorte (jusqu'en 1959), mais aussi de missiles balistiques intercontinentaux (1 054 à son apogée).
Il assura ainsi une bonne partie des forces de dissuasion nucléaire pendant la guerre froide des États-Unis, aux côtés des sous-marins lanceur d'engins de l'United States Navy. Après la chute de l'URSS, le SAC fut démantelé en 1992, et ses unités d'aviation affectées au sein de l'Air Combat Command et de l'Air Mobility Command.

## Historique

### Naissance

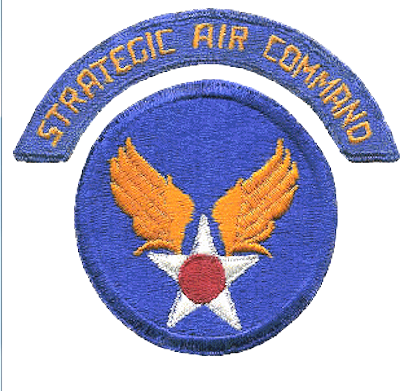
Badge d'épaule d'origine du SAC de 1946 à 1951.

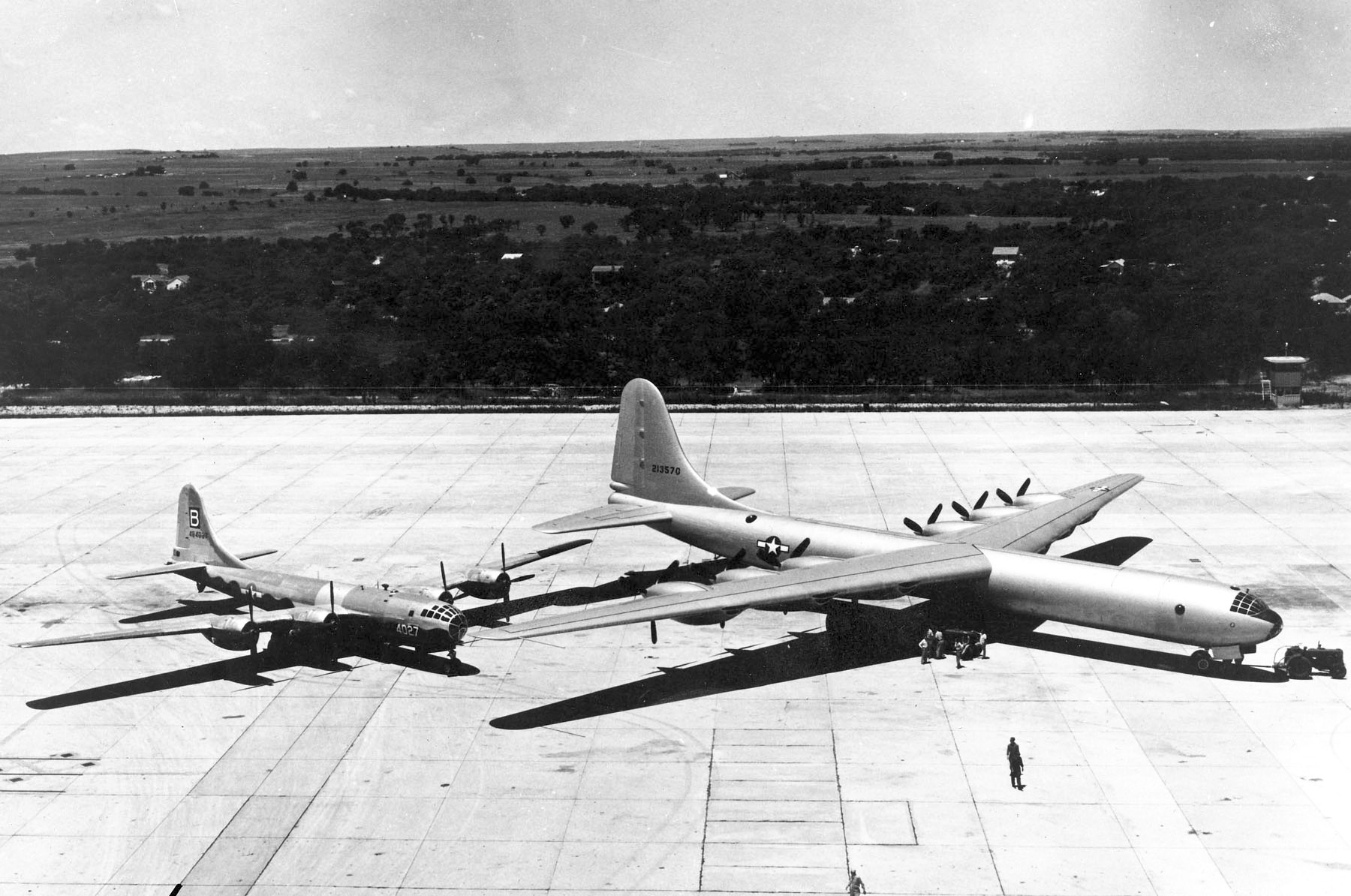
Un B-29 et un Convair B-36 Peacemaker, les premières montures du SAC.

Au cours de l'immédiate après-guerre, la plus grande partie des nations alliées réduisirent leurs forces militaires. Les États-Unis, en raison de la détérioration des relations avec l'Union Soviétique, furent les premiers à renforcer leurs dispositifs militaires. Les crédits du budget militaire furent largement rouverts. Et c'est ainsi qu'en 1946, les Continental Air Forces créés le 12 décembre 1944 pour la défense aérienne des États-Unis contigus deviennent le Strategic Air Command.
L'entente qu'étaient parvenues à réaliser, non sans mal, les quatre grandes puissances alliées de la Seconde Guerre mondiale, les États-Unis, le Royaume-Uni, la France et l'Union des républiques socialistes soviétiques, se désagrégea rapidement après la capitulation de l'Allemagne nazie. La suspicion laissa la place à une hostilité à peine voilée. Ce climat dégénéra peu à peu, aboutissant à des conflits déclarés entre des pays qui avaient choisi des voies différentes.
La guerre de Corée et la guerre d'Indochine furent la manifestation la plus évidente de cette grande confrontation idéologique des années 1950, mais la Guerre Froide se situa en fait à plusieurs niveaux parfois difficilement perceptibles. Un des aspects les plus significatifs de cet affrontement, et aussi un des plus visibles, fut la croissance incroyablement rapide du Strategic Air Command, un commandement qui n'existait pas à la fin de la Seconde Guerre mondiale, et sur lequel allait reposer pendant plus de dix ans la capacité nucléaire américaine.
Créé le 21 mars 1946 pour constituer un des trois principaux commandements de l'United States Army Air Forces, le SAC hérita d'abord d'un parc quelque peu hétéroclite, et dans une large mesure dépassé, comprenant des bombardiers, des chasseurs d'escorte et des avions de reconnaissance.
Le plus important de ces avions des premières années d'existence du SAC fut sans conteste le B-29 Superfortress, vétéran éprouvé des campagnes du Pacifique.
Les premiers mois d'existence du SAC furent surtout une période d'adaptation et de consolidation. De fait, à la fin 1946, cette organisation avait sensiblement diminué en taille, essentiellement en raison de la démobilisation prise dans l'immédiat après-guerre. Au point qu'elle ne contrôlait plus que neuf groupes de bombardiers, dont six de B-29. Néanmoins, les armements et les concepts opérationnels du futur étaient déjà en cours d'examen et d'élaboration, ainsi qu'en témoignent les essais atomiques de l'atoll de Bikini, en juillet 1946, et le déploiement des B-29 du 28th Bomb Group, en octobre de la même année, de Grand Island Army Air Field (Nebraska) jusqu'à Elmendorf AAF (Alaska). Ce déploiement illustre un aspect particulièrement important des opérations conduites par le SAC jusqu'au milieu des années 1960.
À la suite de l'attaque, par l'aviation yougoslave, d'un C-47 qui effectuait la liaison Vienne-Udine le 9 août 1946  et de la destruction le 19 d'un autre C-47 sur la même ligne — Les cinq membres d'équipage furent tués. —, six B-29 du SAC furent envoyés à Rhein-Main Air Base. Les États-Unis démontrèrent ainsi pour la première fois leur volonté de répondre aux provocations des gouvernements de ce qui allait devenir le bloc de l'Est en faisant appel à des bombardiers.
Doté désormais de base durables, le Strategic Air Command entreprit de s'étendre et d'accroître ses moyens au cours de l'année 1947. C'est ainsi que le nombre de ses bombardiers fit plus que doubler en l'espace d'une année, même s'il est douteux que la capacité offensive globale se soit accrue dans des proportions considérables.
En effet, le B-29 restait l'élément de base de l'aviation de bombardement stratégique, ce qui apparut pleinement en mai 1947, lorsque la première mission opérationnelle à longue distance fut organisée. Ce fut pour l'essentiel un exercice d'entraînement qui culmina avec une attaque simulée de New York. Les responsables constatèrent à cette occasion que, sur les 131 B-29 participant à l'exercice, 30 ne purent décoller. Cependant, de nombreux équipements étaient prévus et l'année qui suivit se révéla décisive. L'année 1948 vit naître deux nouveaux modèles de bombardiers lourds et vit apparaître les systèmes de ravitaillement en vol. Mais l'action la plus lourde de conséquence fut, le 19 octobre 1948, la nomination d'un nouveau commandant énergique : le général Curtis LeMay, l'ancien chef de la 20th USAAF, qui avait bombardé quotidiennement l'empire du Japon à partir des îles Mariannes.

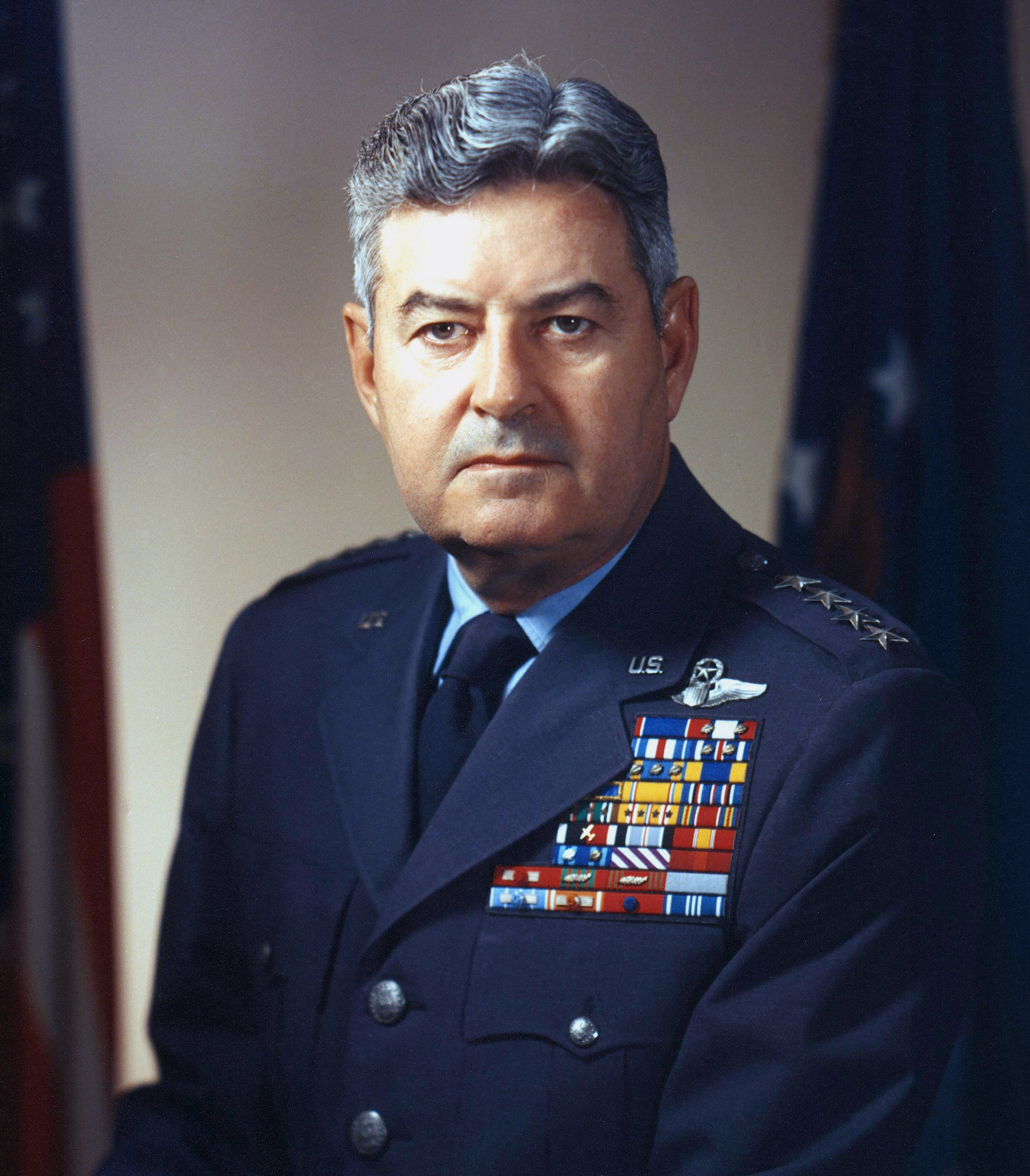
Le général Curtis LeMay

Nommé pour dix ans, LeMay succéda au général George C. Kenney le 19 octobre 1948. Très vite, il sut s'imposer à tous les niveaux du SAC, prenant des mesures originales et spectaculaires, telle la promotion rapide accordée aux équipages les plus méritants, augmentant le rythme des rotations d'entraînement et l'étendant même à certaines bases à l'étranger.
Durant le blocus de Berlin dont Le May organisa la riposte en mettant en place un pont aérien, soixante B-29 furent déployés en Grande-Bretagne; Les 17-18 juillet 1948, des B-29 des 29e et 307e groupes de bombardiers arrivèrent aux bases de la RAF à Marham, Scampton et Waddington, et un autre groupe de bombardiers arriva à RAF Lakenheath en août. Alors que les bombardiers n’avaient pas d’équipement nucléaire, les Soviétiques les virent comme capables d’en avoir. La 3e division aérienne « provisoire » fut formée pour commander ces unités qui étaient supposées être un détachement de seulement trente à soixante jours. Il devint vite évident que le déploiement durerait plus longtemps et par voie de conséquence le titre « provisoire » fut abandonné. La 3e division aérienne se déplaça au stationnement aérien de Bushey Park le 8 septembre.
Et on prépara le plan Charioteer en cas de Troisième Guerre mondiale. Le SAC aurait dû larguer 133 bombes atomiques sur 70 villes et objectifs militaires en URSS dont huit sur Moscou et sept sur Léningrad ainsi que de 250 000 tonnes d'explosifs classiques pendant deux ans, mais le plan n'était guère réaliste, car celui-ci ne disposait alors que de trois cents B-29 et d'une dizaine de B-50.
L'Ère LeMay commençait et elle représenta l'apogée de l'histoire du Strategic Air Command, dans un contexte où les réalisations correspondaient à ses ambitions. Il est juste de dire que le SAC s'est littéralement transformé sous la direction dynamique de LeMay. À sa prise de commandement, le SAC compte 51 000 personnes dont 5 562 officier; il est composé de 14 escadres de bombardiers dont certains ne sont pas en dotation complète et comprend 837 bombardiers soit 35 B-36, 35 B-50 et 486 B-29.
L'organisation aurait-elle atteint tous ses objectifs dans un contexte de paix internationale ? La réponse relève du domaine de la conjecture. Il reste que LeMay a largement bénéficié de l'impulsion fournie par la guerre de Corée, qui éclata moins de deux ans après son arrivée. L'une de ses premières décisions fut de déplacer son quartier-général de Andrews Air Force Base à proximité de la capitale Washington à Offutt Air Force Base dans le Nebraska, au centre du pays et loin des intrigues politiques.
Assurément, la Guerre froide se renforça à cette époque de manière très sensible et ses effets se firent sentir dans de nombreux domaines. En particulier, le SAC bénéficia de crédits pour ainsi dire illimités, qui lui permirent d'acquérir des centaines de nouveaux bombardiers à réaction, plus modernes et plus performants que les vieux B-29 fournis par le complexe militaro-industriel. Ce concours de circonstances ne diminua en rien les mérites et l'action de LeMay, qui resta capitale.

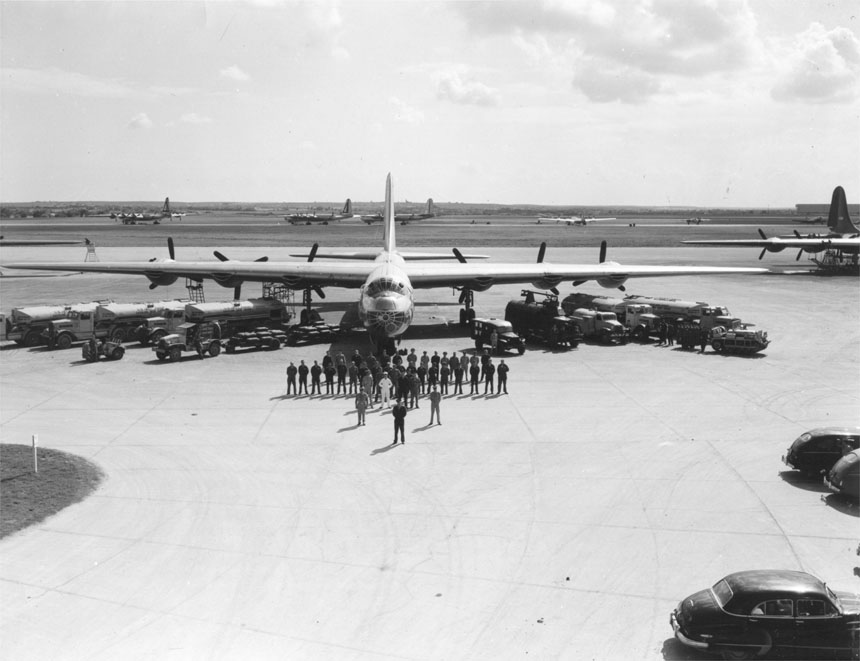
Un B-36 au sol avec le personnel et les véhicules nécessaires à sa maintenance. Ses 70.1 m d'envergure sont équivalentes à celle d'un Boeing 747.

À la fin de juin 1948, peu de temps avant l'arrivée de celui-ci, la capacité globale du SAC avait commencé à s'accroître dans des proportions considérables, notamment avec la livraison de bombardiers de ce qui furent les premiers bombardiers intercontinentaux, des Convair B-36 Peacemaker, dont les premiers exemplaires rejoignirent le 7th Bomb Group stationné sur Carswell Air Force Base (Texas), qui ne furent déclarés opérationnels qu'en 1951. Construits à 384 exemplaires, ils furent retirés du service en février 1959 sans jamais avoir combattu.
Quelques mois plus tôt, le B-50, version modifiée et modernisée du B-29 d'origine, était lui aussi entré en service, au sein du 43rd Bomb Group, à Davis-Montham AFB (Arizona). Toutefois, ces deux nouveaux modèles n'étaient encore disponibles qu'en petit nombre lors de la nomination de LeMay. En outre, si le B-50 s'adapta sans trop de difficultés aux conditions opérationnelles, il fallut presque trois ans pour que le B-36 deviennent pleinement opérationnel.

### Sa formidable expansion
La mise en activité, en juin 1948, des deux premiers squadrons de ravitaillement en vol ne fut pas moins significative. Ils étaient
équipés à l'origine de KB-29M, une version du B-29, avions utilisant un système anglais de tuyaux et de grappins.
Une démonstration des capacités de cet équipement fut fournie au mois de décembre 1948, lorsqu'un Boeing B-50 Superfortress du 43rd Bomb Group effectua un vol aller et retour sans escale entre le Texas et les îles Hawaii (15 880 km). Au cours de cette mission, qui dura 41 heures, trois ravitaillements en vol avaient été réalisés.

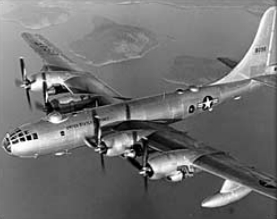
Le Lucky Lady II qui accomplit le tour du monde sans escale en 1949.

Mais cette performance fut totalement éclipsée en mars 1949 par un autre record, plus remarquable encore : un B-50 accomplit un tour du monde sans escale. Décollant le 2 mars 1949, il accomplit cet exploit en 94 heures et une minute. L'efficacité sans égale du ravitaillement en vol apparut plus clairement encore, puisqu'elle avait rendu possible un parcours de 37 740 km. Le KB-29M fut bientôt remplacé par le KB-29P, qui tirait son originalité de l'emploi du « Flying Boom », un nouveau système, aujourd'hui généralisé, conçu par la firme Boeing et qui devait équiper par la suite tous ses avions ravitailleurs KC-97 et KC-135.
Appuyée sur des bases solides, l'expansion du Strategic Air Command se poursuivit en 1949-1950, période qui marqua la première participation du SAC à des missions de guerre au-dessus de la Corée du Nord, à partir de juillet 1950 après le déclenchement de la guerre de Corée.

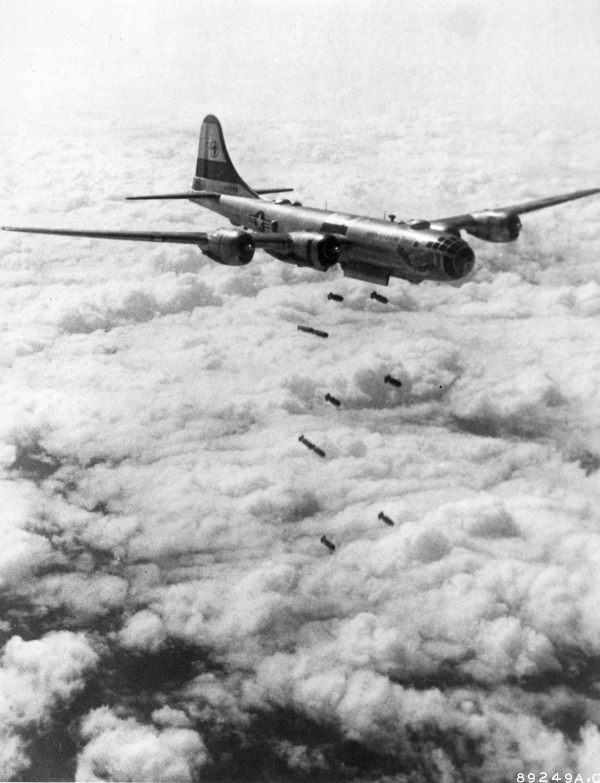
B-29 au-dessus de la péninsule Coréenne.

Employé uniquement pour des bombardements conventionnels, le B-29 fut le seul bombardier stratégique américain à intervenir au cours de ce conflit. Plus de 150 000 tonnes de bombes furent larguées au cours des trois années de guerre.
C'est pendant ces opérations que le général Douglas MacArthur sollicita l'autorisation de recourir à l'arme nucléaire, non seulement contre la Corée du Nord, mais également contre la république populaire de Chine. Le prestigieux vainqueur des Japonais dans la guerre du Pacifique espérait ainsi endiguer le flot ininterrompu de fournitures qui parvenait aux forces communistes depuis la frontière chinoise.
Cette requête extrême fut rejetée par le président des États-Unis Harry Truman, qui devait par la suite, pour diverses autres raisons, limoger McArthur de son commandement des forces des Nations unies en Corée.
Grâce à des archives déclassifiées, on apprit également que le successeur de Truman, Dwight D. Eisenhower, envisagea lui aussi d'employer l'arme nucléaire contre la Chine, dans l'éventualité d'une rupture définitive des négociations de paix.
Bien que le nombre d'unités du SAC impliquées ait été limité, la guerre de Corée eut des conséquences importantes pour l'organisation, notamment sur le plan des équipements. Certes, le développement de nouveaux modèles de bombardiers à réaction avait été mis à l'ordre du jour dès la fin de la Seconde Guerre mondiale.

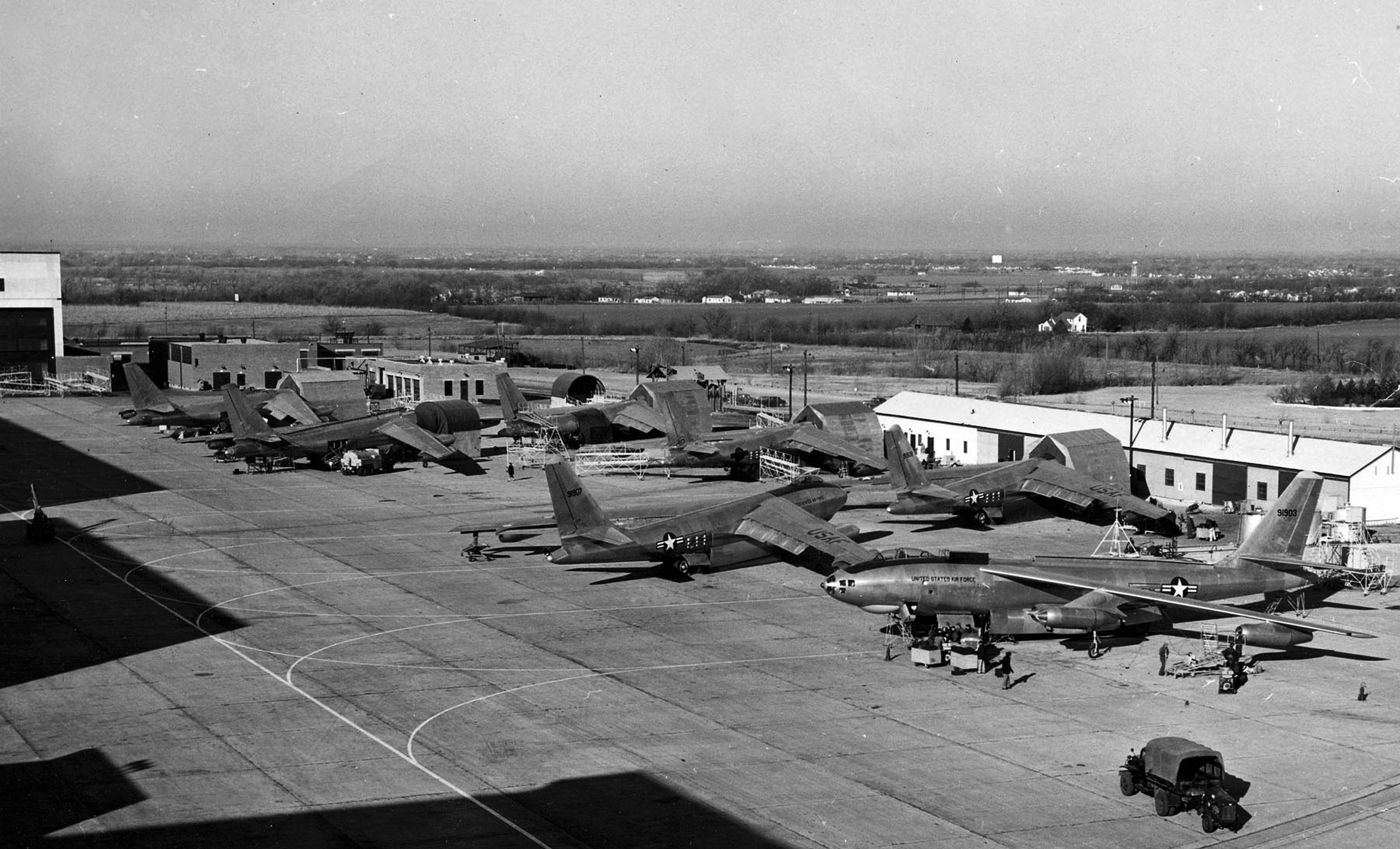
7 B-47A à l'usine Boeing de Wichita, Kansas, le 26 janvier 1951.

Au moment où éclate le conflit coréen, le Boeing B-47 Stratojet était sur le point d'entrer en service et plus d'un millier d'exemplaires étaient en commande. Mais son rythme de construction resta assez timide et les plans initiaux de modernisation envisageaient, semble-t-il, la constitution lente et mesurée, sur des bases solides, d'une puissante flotte de bombardiers à réaction.
La guerre de Corée bouleversa tous ces plans : le B-47 devint l'objet d'un programme de fabrication accéléré et le SAC reçut, en l'espace de cinq ans, plus de 1 500 Stratojet et le Single Integrated Operational Plan, le plan en cas de guerre nucléaire, se mit en place.
Au début de l'année fiscale 1953, le SAC avait 19 082 officiers et 138 782 aviateurs.
Sa flotte se constitue alors de : 		
| Appareils | Rôle                   | Nombres |
| --------- | ---------------------- | ------- |
| B-36      | Bombardier lourd       | 185     |
| B-50      | Bombardier moyen       | 138     |
| B-47      | Bombardier moyen       | 329     |
| B-29      | Bombardier moyen       | 110     |
| RB-36     | Reconnaissance lourde  | 139     |
| RB-50     | Reconnaissance moyenne | 38      |
| RB-29     | Reconnaissance moyenne | 8       |
| RB-47     | Reconnaissance moyenne | 99      |
| KC-97     | Ravitaillement moyen   | 359     |
| KC-29     | Ravitaillement moyen   | 143     |
| F-84      | Chasseur               | 225     |

Et les États-Unis avaient 1 436 ogives nucléaires, contre environ 120 pour l'URSS.
Dès le 1er novembre 1954, les derniers B-29, désormais obsolètes, furent retirés des unités de bombardement.
Au début de 1957, époque où le B-47 était le plus largement utilisé, trente-trois squadrons étaient en service sur ce type d'avion, vingt-huit destinés à des missions de bombardement conventionnels et cinq à des missions de reconnaissance stratégique (RB-47).
Les livraisons avaient débuté à un rythme normal en octobre 1951, le 306th Bomb Wing de MacDill AFB (Floride) recevant à cette date ses premiers B-47B.
À la fin de 1952, le nombre de Stratojet en service était encore modeste. C'est à partir de 1953, lorsque d'autres constructeurs commencèrent à produire le B-47 en grande quantité, que la modernisation des unités opérationnelles s'accéléra fortement.
Dès la fin de 1953, le nombre de B-47 mis en œuvre était de 428. En décembre de l'année suivante, il était de 1 060.
À cette époque, le Stratojet était utilisé tant sur le territoire national qu'à l'étranger, avec des rotations d'entraînement de quarante jours, en recourant à partir de 1953 aux bases de l'USAF en Angleterre, en Espagne, au Maroc et aux îles Mariannes.

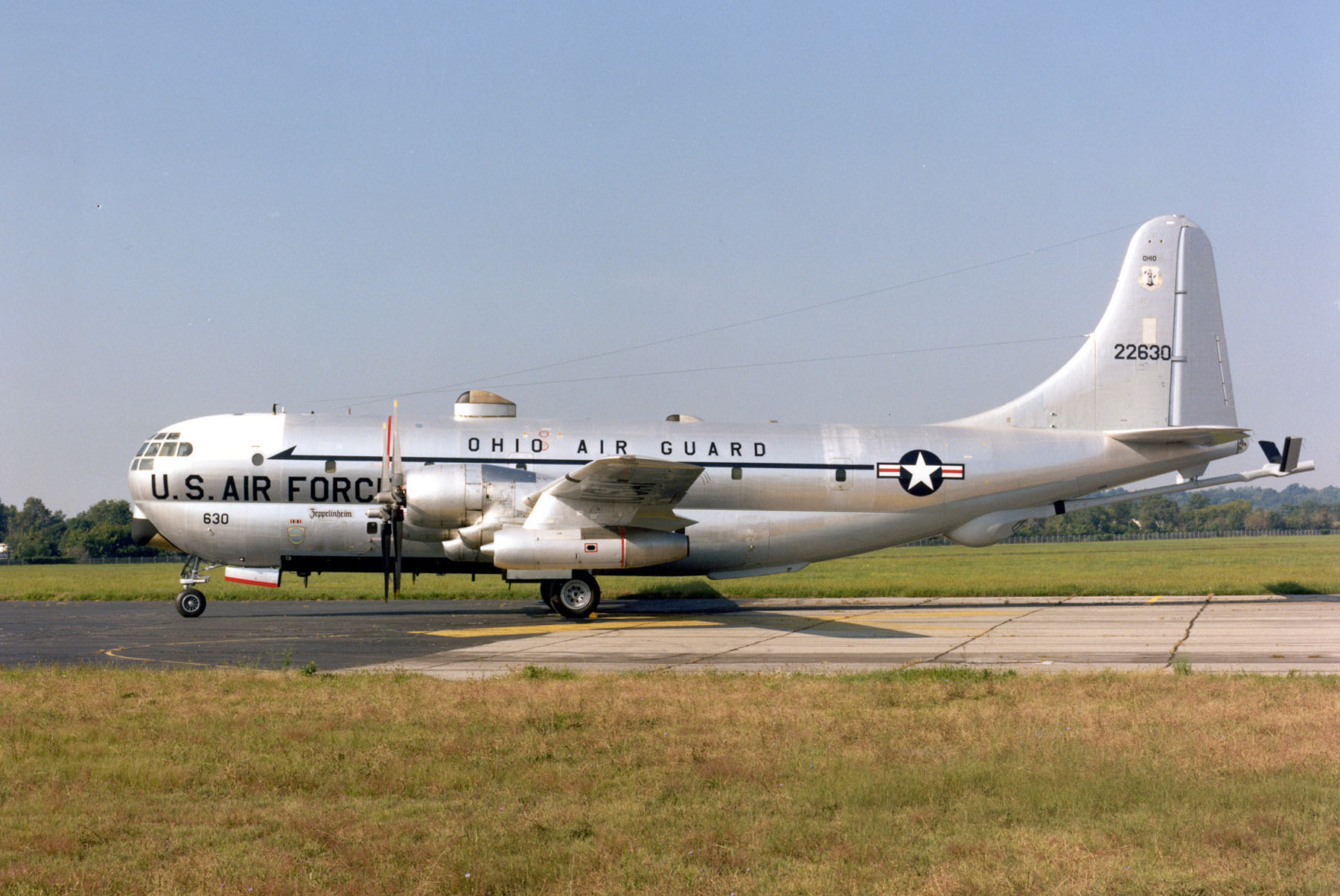
Boeing KC-97L de la Garde nationale aérienne de l'Ohio

Parallèlement, plusieurs centaines de ravitailleurs Boeing KC-97 Stratofreighter étaient livrés au Strategic Air Command.
La mise en service du B-47 ainsi que la présence dans le même temps de ravitailleurs valables, qui étaient disponibles en permanence, permirent également au SAC de développer une nouvelle conception de bombardiers lourds intercontinentaux.
La première expérience de ce type, qui eut lieu au cours de l'été 1954, fut l'œuvre de deux Bomb Groups de B-47 appartenant à la 38th Air Division, stationnée sur Hunter AFB (Géorgie). Baptisé du nom de code Leap Frog (Saute-moutons), l'exercice consistait dans le lancement depuis Hunter AFB d'une mission de bombardement simulée, conduite simultanément par deux groupes et s'achevant par l'atterrissage de ceux-ci sur une des bases américaines du protectorat français du Maroc, Siddi Slimane AFB.
Avant cet essai, les plans de guerre du SAC envisageaient le déploiement des avions sur des bases éloignées, d'où ils seraient en mesure de lancer des attaques. Mais un tel système présentait de graves inconvénients : en particulier, nul n'était certain que les bases considérées seraient défendables dans l'hypothèse d'un conflit nucléaire généralisé. Grâce aux ravitailleurs, cette conception put être révisée. La Base des Forces canadiennes Goose Bay fut agrandie et servit pour le ravitaillement, de base aériennes des bombardiers U.S et secrètement d’entrepôts d'armes nucléaire (surnommées armes spéciales); afin que les politiciens et les canadiens ne pas soient au courant. Seuls quelques très hauts dirigeants inquiets étaient informés que des bombardiers et des bombes nucléaires circulaient au-dessus du Canada. L'effet de dissuasion nucléaire s'en trouva renforcé, dans la mesure où le délai de riposte était sensiblement réduit.
Alors qu'à l'origine le ciblage des centres urbains et industriels du bloc de l'Est étaient prioritaires, l'« étude des demandes en armes atomiques pour 1959 du S.A.C » parue en juin 1955 montre avec la mise en service des premiers véritables bombardiers stratégiques soviétiques une inversion des priorités avec la destruction de la puissance aérienne soviétique en tête de liste des objectifs. La liste des cibles - établit avant la mise en œuvre des missiles balistiques - comprend alors 1 100 aérodromes - Celui de Bykhaw en tête de liste - puis 1 300 villes et leurs complexes industriels allant de l'Allemagne de l'Est à la Chine.
En 1957, le SAC, avec un effectif de 224 014 personnes, dispose de 1 655 bombardiers, 766 avions ravitailleurs,  plus de 10 000 ogives, et 68 bases aériennes dont 30 hors des Etats-Unis réparties dans le monde, et était à frapper 4 609 DGZ (Designated Ground Zeros), autrement dit des cibles. 
L'augmentation du nombre d'armes nucléaires disponibles est conséquente : 9 en 1946, 299 pour 9,53 mégatonnes en 1950, 2 422 pour 2 879,99 mégatonnes en 1955, 18 638 pour 20 491,17 mégatonnes en 1960. Avec, à partir de 1961, le retrait des premières générations de bombes H, le mégatonnage décroit.
Si ces bombardiers ne participèrent à aucune mission offensive, les appareils affecté aux escadrons de reconnaissance effectuèrent de dangereuses missions d'espionnage pour surveiller l'URSS à partir de 1952 tel le tel le projet Homerun (celui-ci en 1956).
5

### Modernisation et arrivée des missiles dans les années 1960

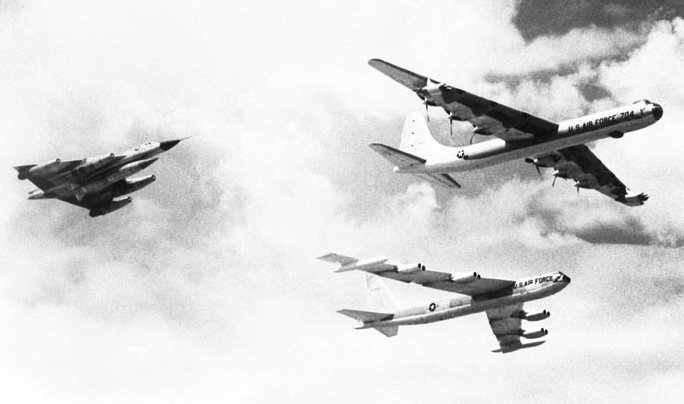
Revue pour le retrait du B-36 en 1958. En dix ans, le SAC est passé d'un appareil dont le dessin date de la seconde guerre mondiale à des appareils bisoniques tel le B-58.

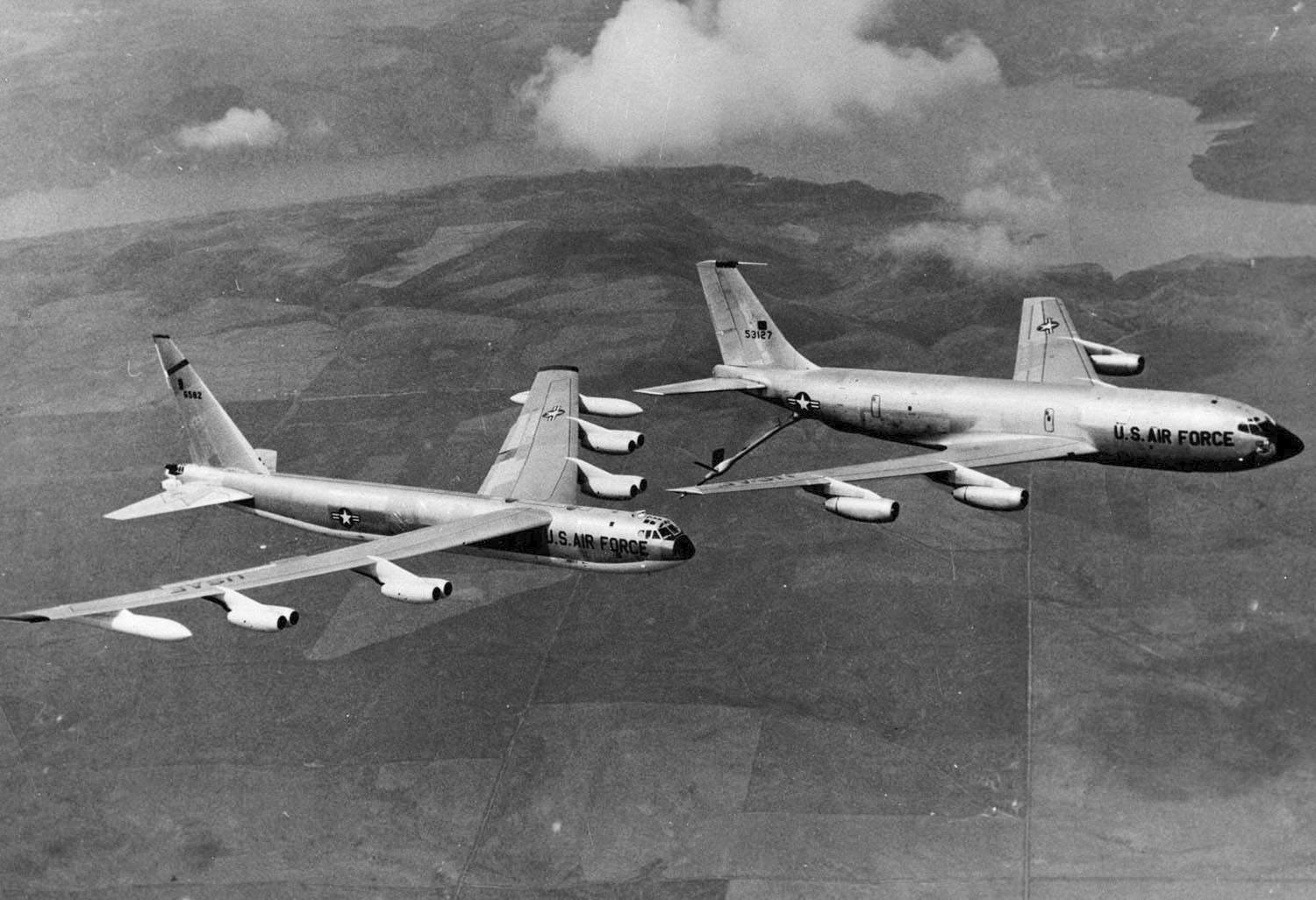
Ravitaillement en vol d'un B-52 par un KC-135 ; cette image est toujours d'actualité dans les années 2010.

Au début de 1955, le SAC avait nettement avancé dans ses efforts de modernisation : il possédait plus de 1 000 bombardiers stratégiques et un nombre comparable de bombardiers tactiques et d'avions de reconnaissance.
La capacité de la force de bombardement variait selon les équipements, mais, à cette époque, tous les B-29 avaient été retirés du service et seuls quelques B-50 faisaient encore partie des stocks.
Après le B-47 Stratojet, le deuxième bombardier à réaction de la firme Boeing, le Boeing B-52 Stratofortress, était alors sur le point d'être livré. Ce fut chose faite en juin 1955.
Ce puissant bombardier stratégique, certainement le plus célèbre bombardier américain de la guerre froide, propulsé par huit réacteurs montés deux par deux, et capable d'emporter de très lourdes charges, apparut tout d'abord au sein du 93rd Bomb Squadron (en), stationné sur Castle Air Force Base en Californie, où il était appelé à remplacer le B-47. En fin de compte, plus de 700 B-52 figurèrent dans l'ordre de bataille du SAC.
Véritable bombardier intercontinental, le B-52 n'avait nul besoin d'être mis en œuvre depuis des bases à l'étranger pour atteindre ses objectifs. Aussi le vit-on rarement hors de l'espace aérien américain, sauf lorsqu'il battit des records de distance en 1956 et en 1962. Au départ, le déploiement se fit conformément aux principes traditionnels du SAC, chaque wing de B-52 possédant 45 avions répartis en trois squadrons.
Mais la menace croissante représentée par les missiles balistique intercontinentaux soviétiques des Troupes des missiles stratégiques et le fait qu’inéluctablement les bases américaines deviendraient vulnérables à une attaque lancée depuis l'Union soviétique conduisirent à la mise au point, en 1958, d'un programme de dispersion des B-52. Au début des années 1960, chaque base de Stratofortress comptait en règle générale un unique squadron de quinze B-52, auquel était associée une unité d'avions ravitailleurs KC-135 Stratotanker.
Parmi les autres manifestations de la crainte engendrée par le développement des missiles nucléaires soviétiques, à la fin des années 1950, figura la mise au point de deux nouvelles méthodes d'alerte entièrement révisées en fonction des nouvelles données stratégiques.
Le concept du One-Third Alert était le plus significatif. Sur chaque base du SAC, un tiers des bombardiers étaient maintenu en état d'alerte permanent. Ainsi, dans l'hypothèse d'une attaque surprise par missiles, le SAC serait au moins en mesure de mettre en œuvre le tiers de ses bombardiers pour des actions de représailles.

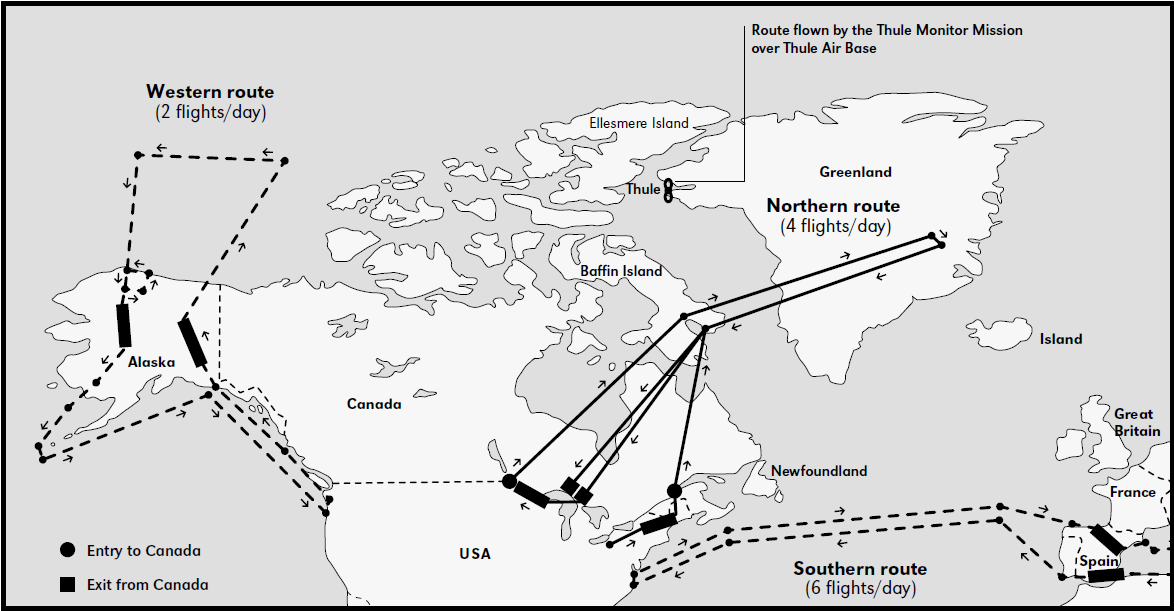
Vols dans le cadre de l'opération Chrome Dome en 1966

Bien plus révolutionnaire encore était un programme d'alerte en vol 24 heures sur 24, qui fut testé pour la première fois à la fin de 1958 sous le nom de code Head Start puis Round Robin par les B-52 du 42nd Bomb Wing et qui fit l'objet de nombreux essais en 1959-1960, avant d'être appliqué à deux douzaines de bases au début de 1962 sous le nom d'opération Chrome Dome. Ce système fut pratiqué tout au long des années 1960 et fut renforcé rapidement en octobre 1962, lors de la crise des missiles de Cuba qui vit mettre en alerte après le DEFCON du 24 octobre 1 436 bombardiers, 145 ICBM, et 916 ravitailleurs
En juin 1957, lorsque Le May quitte le SAC après neuf ans, celui-ci à un effectif cinq fois plus grand et une flotte totalement modernisé. On compte en 1958 un effectif de 278 000 personnes dont 34 000 officiers. La flotte de bombardiers comprenait 22 B-26, 380 B-52, 1 367 B-47 et sa flottes de ravitailleurs en pleine expansion comprend 182 KC-135 et 780 KC-97.
Le SAC lance l'opération Looking Glass le 3 février 1961 et le Post-Attack Command and Control System. Des avions EC-135C utilisé comme quartier-général volant étaient dirigés depuis l’Airborne Command Post (ABNCP) logé sur Offutt AFB au Nebraska. Ils étaient appuyés par des avions en provenance d'autres bases aériennes américaines. Les avions EC-135 furent toujours en vol, 24 heures par jour, pendant 29 années de suite jusqu'au 24 juillet 1990, où les forces opérationnelles furent mises en alerte perpétuelle, mais les avions au sol, prêts à décoller. À cette date, ils avaient accumulé 281 000 heures de vol sans accident. En 1992, après la dissolution du SAC, la mission est reprise par le United States Strategic Command.
En octobre 1962, lors de la crise de Cuba, le SAC avait un effectif de 282 723 personnes (217 650 militaires du rang, 28 531 civils et 38 542 officiers) et son ordre de bataille était composé de 1 595 bombardiers dont bombardiers B-52 emportant 1 278 bombes, 547 AGM-28 Hound Dog et 436 leurre ADM-20 Quail, 880 B-47, 76 B-58, un total de 224 ICBM soit 30 SM-65 AtlasD, 32 Atlas E, 80 Atlas F, 62 SM-68 Titan et 20 Minuteman I.
À partir de 1960, la planification stratégique des cibles en cas de guerre nucléaire fut intégrée dans le Single Integrated Operational Plan regroupant les plans des autres armes, telle l'US Navy, qui développaient chacun leurs plans sans coordination.
Jusqu'à une douzaine de bombardiers B-52 étaient en alerte en vol en permanence avec des missions de 20 à 23 heures au-dessus du cercle Arctique et de la mer Méditerranée, avec leurs armes nucléaires. Mais il y eut plusieurs accidents, notamment en Espagne (incident de Palomares) en janvier 1966, puis au Groenland (accident de Thulé) en janvier 1968 (voir Liste des accidents nucléaires). C'est à la suite de ce dernier accident que ces vols furent interdits sur tous les avions de combat américains le 22 janvier 1968,.
Finalement, avec la mise en place des ICBM américains, qui offraient une capacité de riposte presque immédiate, les alertes aériennes se réduisirent, même si aujourd'hui l'alerte au sol constitue encore une part importante de l'activité du SAC.
Alors que la puissance nucléaire américaine continuait de reposer entièrement sur les bombardiers stratégiques, les possibilités offertes par les ICBM n'avaient en aucune manière été négligées. Mais ce n'est qu'au mois de septembre 1959 que le premier ICBM devint opérationnel.

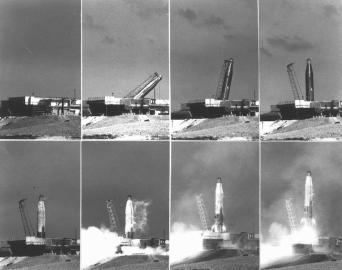
Séquence de tir d'un missile balistique Atlas. Le fait qu'il doive être ravitaillé en carburant avant le tir fait qu'il est très vulnérable en cas d'attaque surprise.

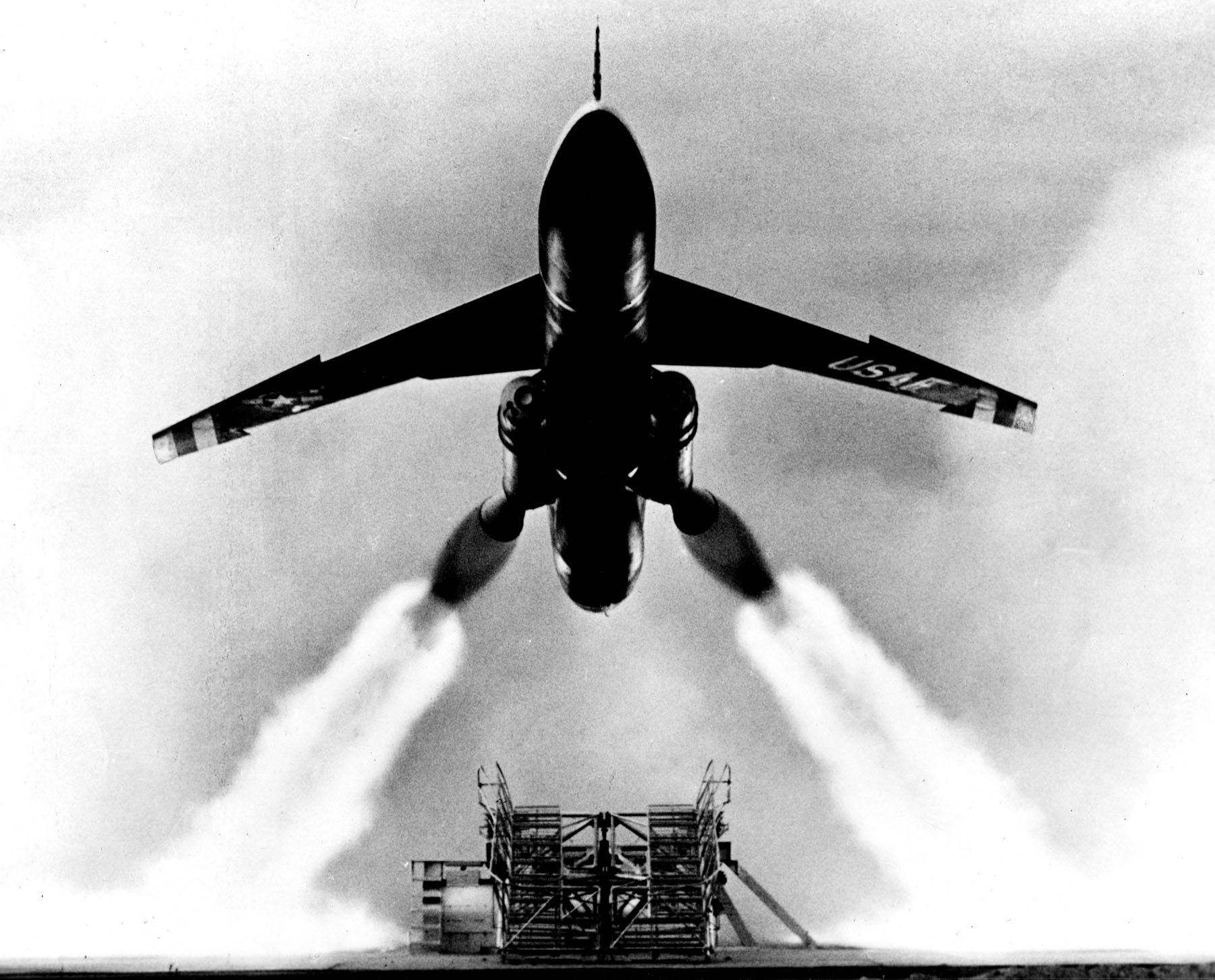
Northrop SM-62 Snark, un missile de croisière dont le premier entra en alerte opérationnel le 18 mars 1960 et qui fut retiré du service dès juin 1961.

Par ailleurs, les premiers modèles de ces engins, l'Atlas, le Snark et le Titan I, qui exigeaient une maintenance considérable et constante, étaient extrêmement vulnérables dans la mesure où ils devaient être lancés depuis le sol. En outre, ils étaient d'une qualité vraisemblablement très moyenne.
Toutefois, l'avènement de l'ère des missiles annonçait le déclin progressif des bombardiers nucléaires pilotés. Des progrès importants furent réalisés par la suite dans le domaine des missiles, avec notamment la mise au point du Titan II et du Minuteman I, beaucoup plus fiables que leurs prédécesseurs et pouvant être placés dans des silos qui les rendaient nettement moins vulnérables. Dans le même temps, la précision de ces armes s'améliora considérablement.
Le rythme de développement des ICBM américains fut si rapide que, en l'espace de quatre ans et demi, le nombre de missiles en alerte dépassa celui des bombardiers pilotés.

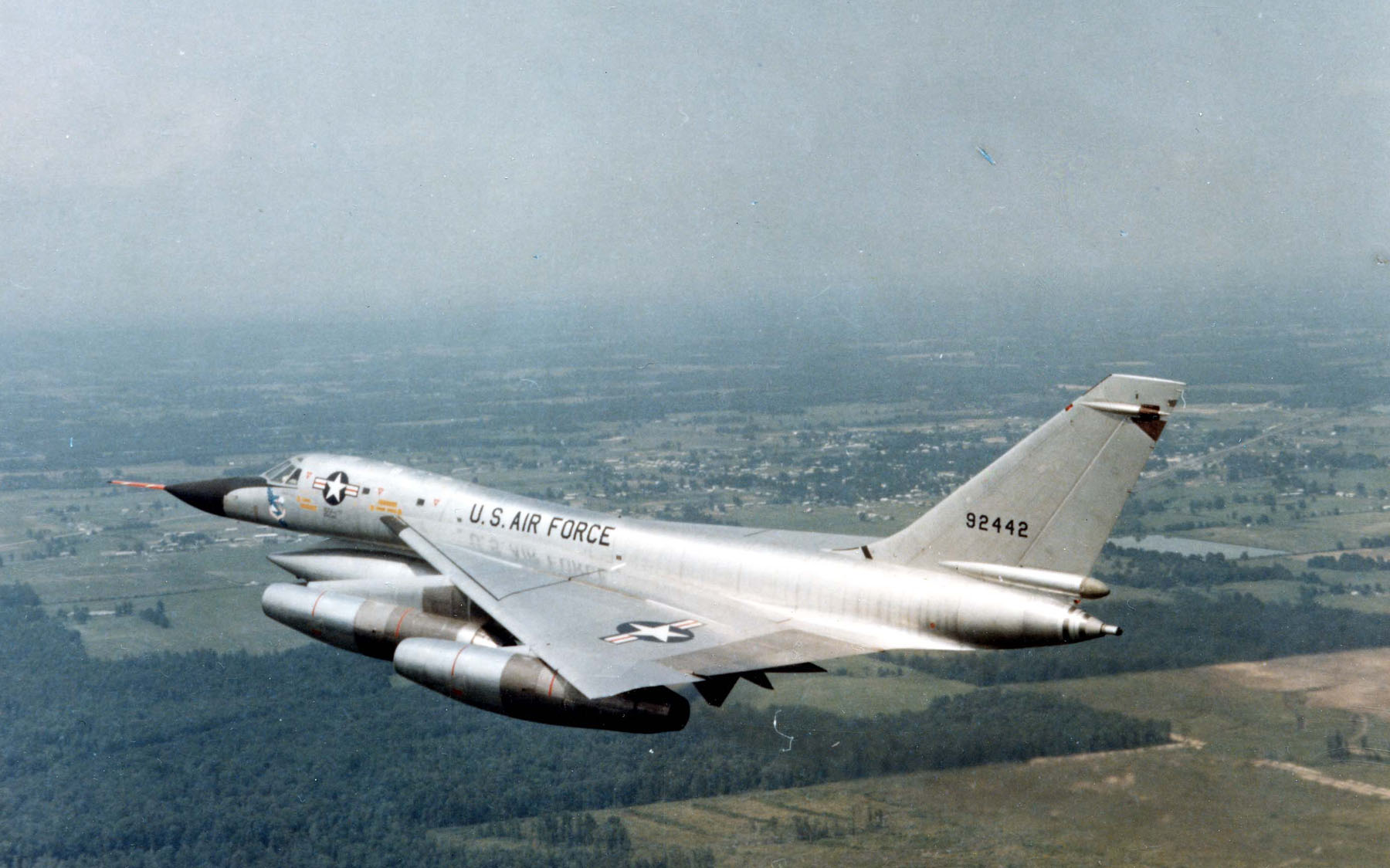
Un Convair B-58 Hustler le 29 juin 1967. Ses avions bisonique furent en service de 1960 à 1969.

Parallèlement, même lorsque l'ère du missile devint une réalité, le SAC continua de recevoir de nouveaux bombardiers. À cet égard, le plus remarquable fut le Convair B-58 Hustler, qui entra en service en août 1960 au sein du 43rd Bomb Wing. Par la suite, cet avion ne fut produit qu'à 116 exemplaires et connut de nombreux accidents, mais ses remarquables performances furent reconnues grâce à plusieurs records de vitesse établis au début des années 1960.
Le 26 octobre 1962, les derniers exemplaires du B-52 et du B-58 furent officiellement livrés au SAC et, pour la première fois depuis 1946, aucun modèle de bombardier ne fut conçu ni mis en commande pour les remplacer.

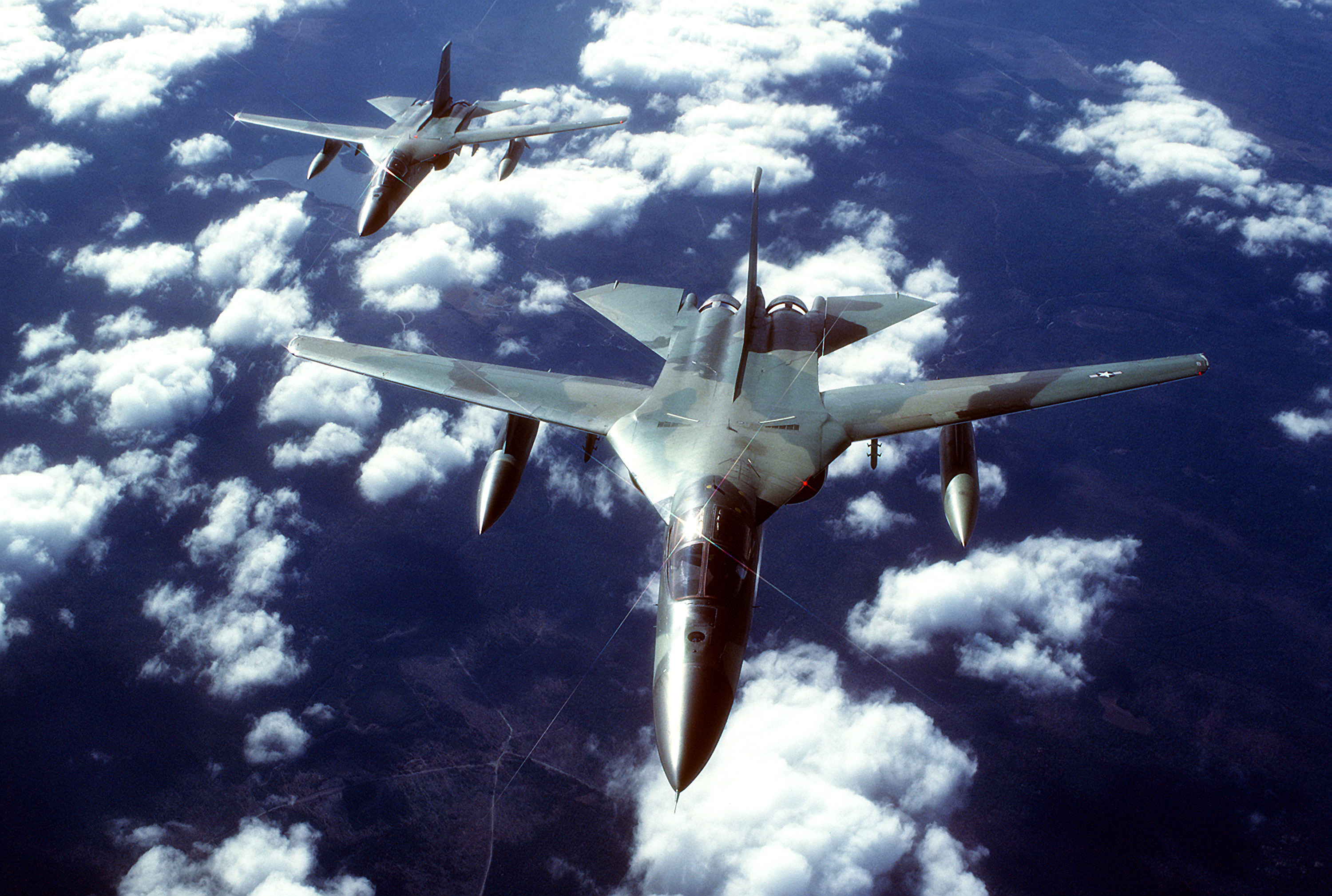
2 FB-111 en formation en 1983.

Par la suite, un dérivé du très controversé General Dynamics F-111 Aardvark, le FB-111A, fut produit seulement à 76 exemplaires ; il entra en service en 1969.
Ce n'est qu'au milieu des années 1980 qu'un nouveau modèle de bombardier, le Rockwell B-1B Lancer, fut commandé et mis en production à 100 exemplaires. Et encore faillit-il ne jamais voir le jour, en raison de manœuvres politiciennes.

### Guerre du Viêt Nam et années 1970
Tandis que les ICBM prenaient une importance sans cesse accrue, le Strategic Air Command s'engagea activement dans la guerre du Viêt Nam, où il menait des opérations de bombardement conventionnel à caractère tant stratégique que tactique.
Sur ce théâtre d'opérations, il remplit trois missions fondamentales : le ravitaillement en vol des avions de l'USAF, de l'US Marine Corps et de l'US Navy, la reconnaissance militaire, et enfin le bombardement lourd.
En ce qui concerne la première, les nouveaux Boeing KC-135A prirent la relève des vieux KB-50 des PACAF (Pacific Air Forces) et assurèrent bientôt la quasi-totalité des ravitaillements sur l'ensemble du Sud-Est asiatique.

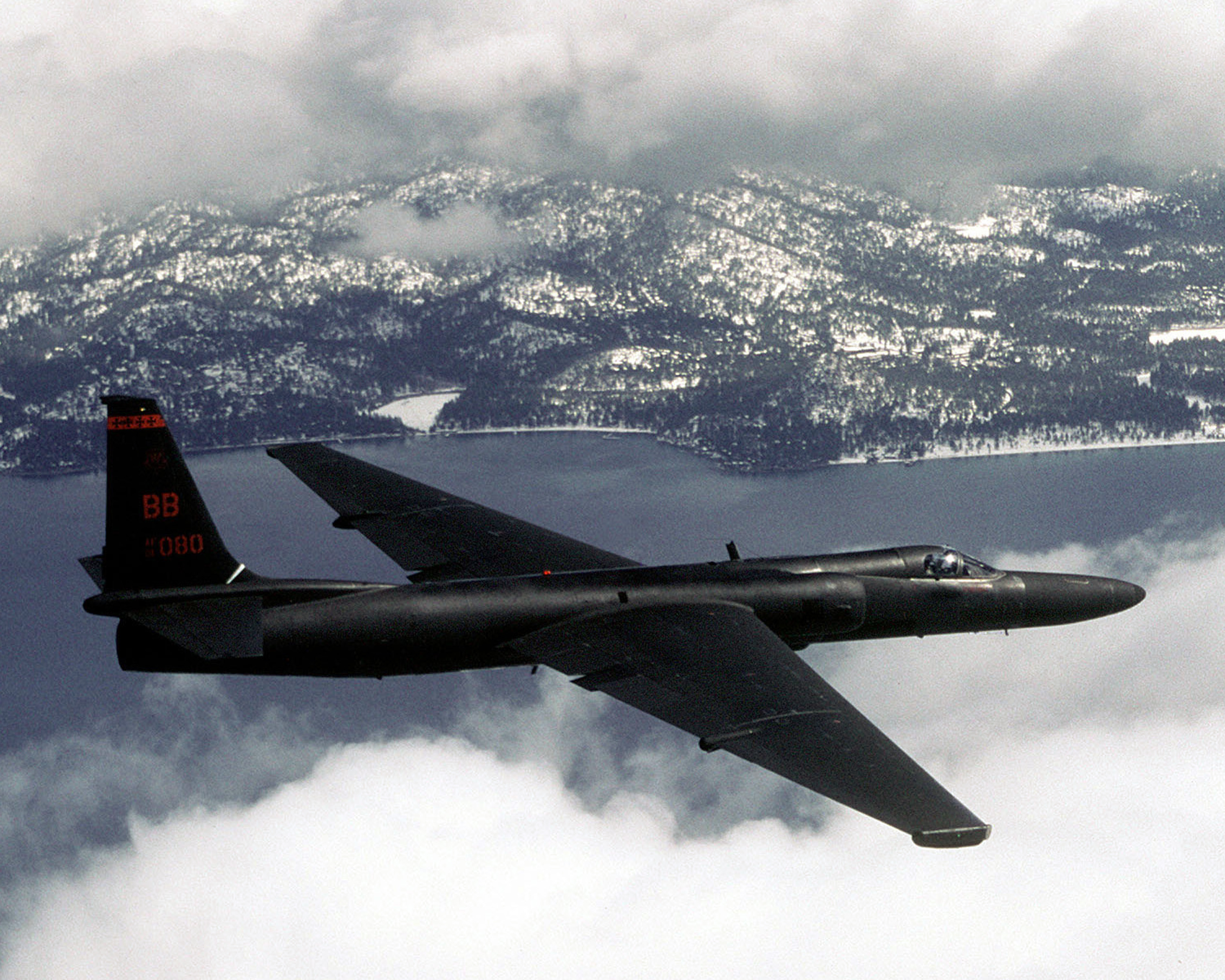
Lockheed U-2.

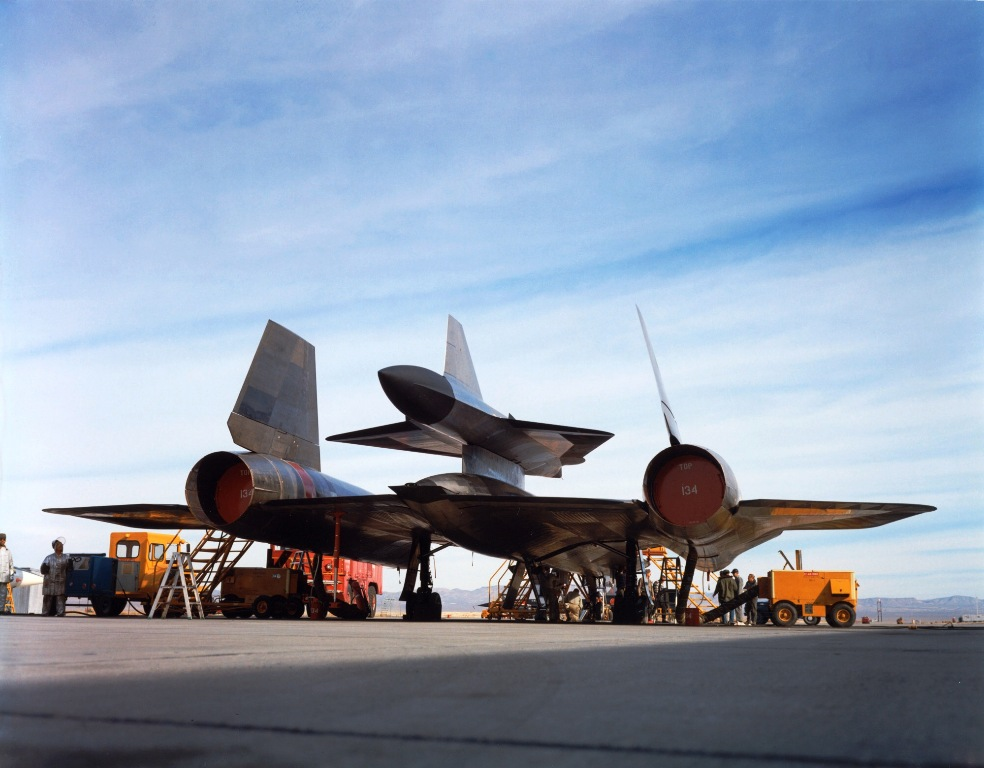
SR-71 portant un drone D-21 ultra-secret.

Bien que cela soit moins connu, le SAC effectua également de nombreuses missions de reconnaissance, avec ses Boeing RB-47, ses Boeing RC-135, ses Lockheed U-2 et ses SR-71.
Mais la principale contribution à l'effort de guerre fut fournie par les B-52 Stratofortress stationnés sur Andersen AFB (Guam), dans les îles Mariannes. Par la suite, d'autres bombardiers vinrent renforcer ce dispositif à partir de bases en Thaïlande, comme celle d'Utapao.
Les B-52 engagés dans le conflit vietnamien sous le contrôle tactique de l'armée de terre à la grande réticence des généraux de l’Air Force assuraient des missions dites Arc Light, à la fois contre des bastions ennemis au Viêt Nam du Sud, contre la piste Ho Chi Minh et contre le complexe militaro-industriel et les aérodromes du Viêt Nam du Nord.
Une énorme quantité de bombes, représentant trois fois le tonnage total déversé par les bombardiers B-17 et B-24 de l'USAAF en Europe pendant toute la durée de la Seconde Guerre mondiale, fut lâchée au cours de cette longue campagne de huit ans que menèrent les B-52, et dont le temps fort fut, en décembre 1972, l'opération Linebacker II.

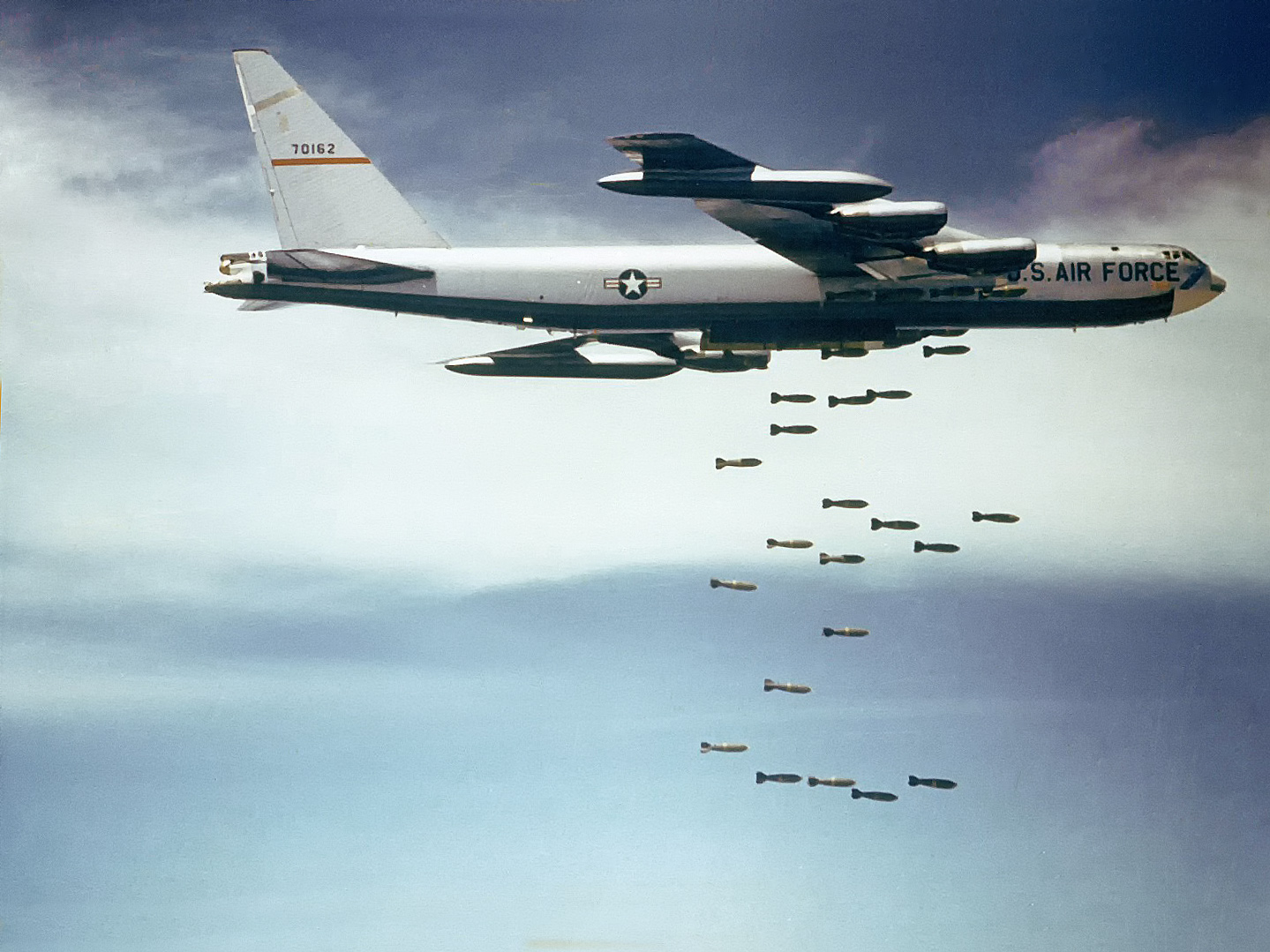
Un B-52F larguant son chargement de bombes sur le Viêt Nam.

Avec l'escalade de la tension en Asie du Sud-Est, en juin 1964, 28 B-52F furent équipés avec des pylônes externes pour 24 bombes de 340 kg dans le cadre du programme South Bay. Quelque 46 autres appareils reçurent des modifications similaires avec le programme Sun Bath. En mars 1965, les États-Unis commencèrent l'Opération Rolling Thunder et la première mission de combat de l'Opération Arc Light fut effectuée par les B-52 le 18 juin 1965 : trente bombardiers des 9th et 441th Bomb Squadron attaquèrent un bastion communiste à proximité de Ben Cat au Viêt Nam du Sud. C'est à cette occasion que fut mise en évidence le manque d'entraînement au vol en formation des équipages, qui provoqua plusieurs accidents graves. La première vague de bombardiers arriva trop tôt au point de rendez-vous et pendant les manœuvres destinées à garder la position, deux d'entre eux entrèrent en collision, causant la perte des deux appareils et la mort de huit membres d'équipage. Les autres bombardiers, sauf un qui doit faire demi-tour à cause de problèmes mécaniques, continuèrent vers l'objectif qu'ils bombardèrent avec succès.
Comme dans beaucoup d'autres sections de l'USAF, les pilotes des B-52 en service dans l'Air Force étaient généralement jeunes avec peu ou pas d'expérience du fait qu'ils opéraient pour la première fois dans un conflit. Depuis la guerre de Corée, beaucoup de pilotes vétérans avaient été libérés du service, ce qui laissa la majeure partie des groupes sans personnel suffisamment expérimenté. Dans les premiers jours du conflit, l'USAF souffrit de l'absence de pilotes capables d'opérer en grands groupes de vol, ce qui causa fréquemment des retards dans la finalisation des opérations, en raison du manque de coordination entre les équipages. En six mois, les B-52 déployés en Asie du Sud-Est réalisèrent plus de 100 missions de bombardement et jusqu'à la fin de l'année, ils larguèrent plus de 8 000 tonnes de bombes par mois.

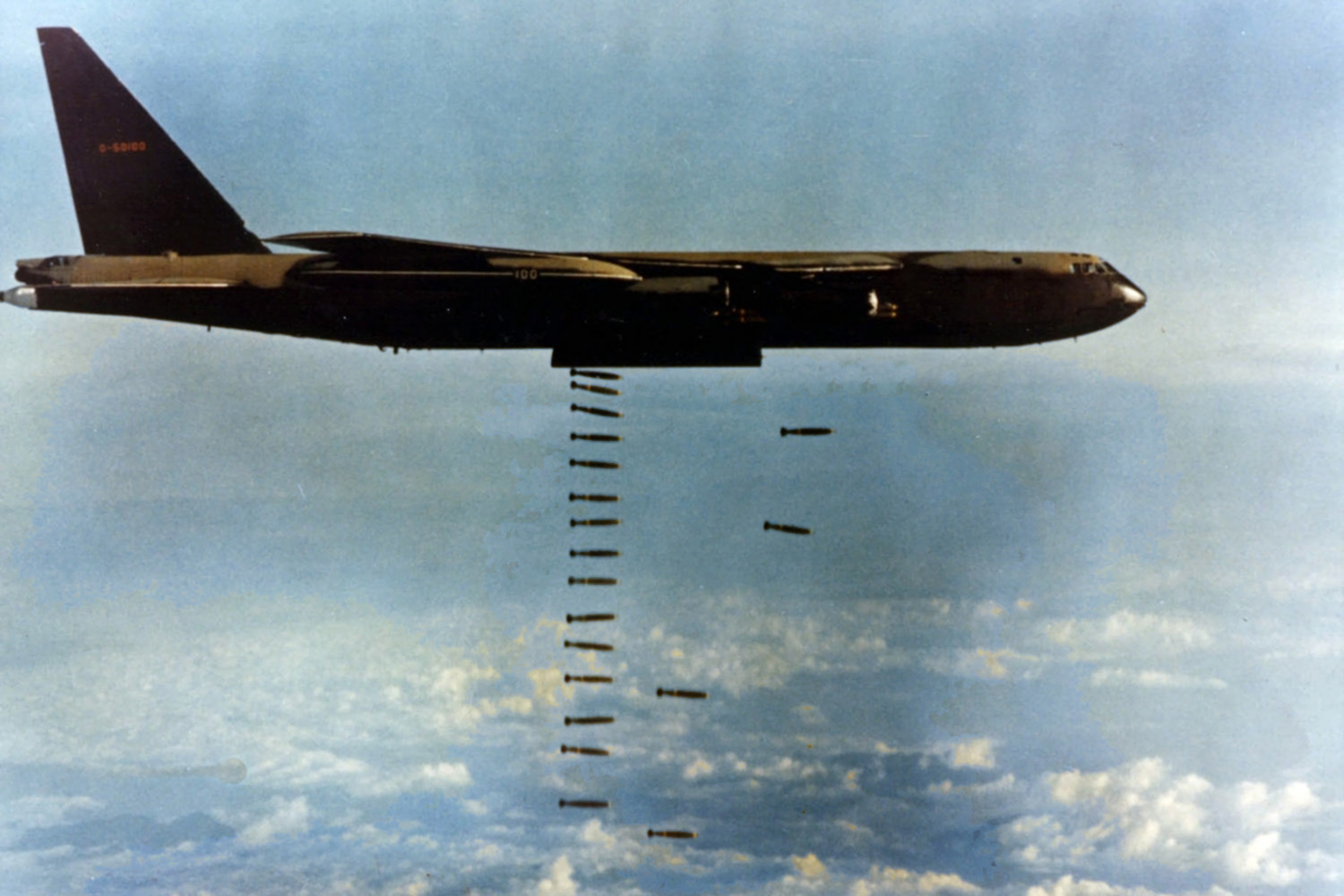
B-52D pendant un bombardement au Viêt Nam.

En décembre 1965, une série de B-52D fut soumise aux modifications Big Belly afin d'accroitre leur capacité d'emport de munitions bombes permettant de réaliser des tapis de bombes. Bien que la charge externe resta de 24 bombes de 227 kg ou 340 kg, la capacité interne fut accrue de 27 à 84 bombes de 227 kg et de 27 à 42 bombes de 340 kg. La modification Big Belly fournit désormais une capacité suffisante, pour un total de 27 215 kg en 108 bombes. Ainsi modifiés, les B-52D pouvaient emporter presque 10 tonnes de bombes de plus que les B-52F. Remplaçant les B-52F, les B-52D arrivèrent au combat en avril 1966, volant depuis la Andersen Air Force Base, à Guam. Chaque mission de bombardement durait de dix à douze heures avec ravitaillements en vols par des KC-135 Stratotanker. Au printemps 1967, les avions commencèrent à décoller de la base aérienne U-Tapao, en Thaïlande, avec l'avantage de ne plus avoir à être ravitaillés en vol. Par la suite, ces missions ne durèrent que deux ou trois heures. Le 15 avril 1968, une unité d'entraînement de réserve s'établit sur la Castle Air Force Base, pour convertir les équipages des modèles B-52E à B-52H au B-52D pour qu'ils puissent participer aux combats en Asie du Sud-Est.
Le 22 novembre 1972, un B-52D (numéro de série 55-0110) basé à U-Tapao reçut l'impact d'un missile surface-air alors qu'il réalisait une mission au-dessus de Vinh. L'équipage se vit forcé d'abandonner l'avion endommagé au-dessus de la Thaïlande. Ce fut le premier B-52 abattu par un tir ennemi au Viêt Nam.
L'apogée des attaques de B-52 au Viêt Nam fut l'Opération Linebacker II — parfois appelée « Bombardement de Noël », en anglais Christmas Bombing — qui eut lieu du 18 au 29 décembre 1972 et qui consista en une série de vagues de bombardiers B-52 (en majorité des modèles D, mais aussi certains G dépourvus d'équipement de guerre électronique et avec une plus petite charge de bombes). En douze jours, les B-52 réalisèrent 729 incursions, lançant 15 237 tonnes de bombes sur Hanoï, Hải Phòng et d'autres objectifs. Au total, trente B-52 furent perdus pendant la guerre, y compris dix B-52 abattus au-dessus du Viêt Nam du Nord et cinq autres endommagés, qui finirent par s'écraser au Laos ou en Thaïlande.
Au cours de la Guerre du Viêt Nam, deux mitrailleurs de queue de B-52D furent crédités de la destruction de chasseurs Mikoyan-Gourevitch MiG-21 Fishbed au cours de l'opération Linebacker II.

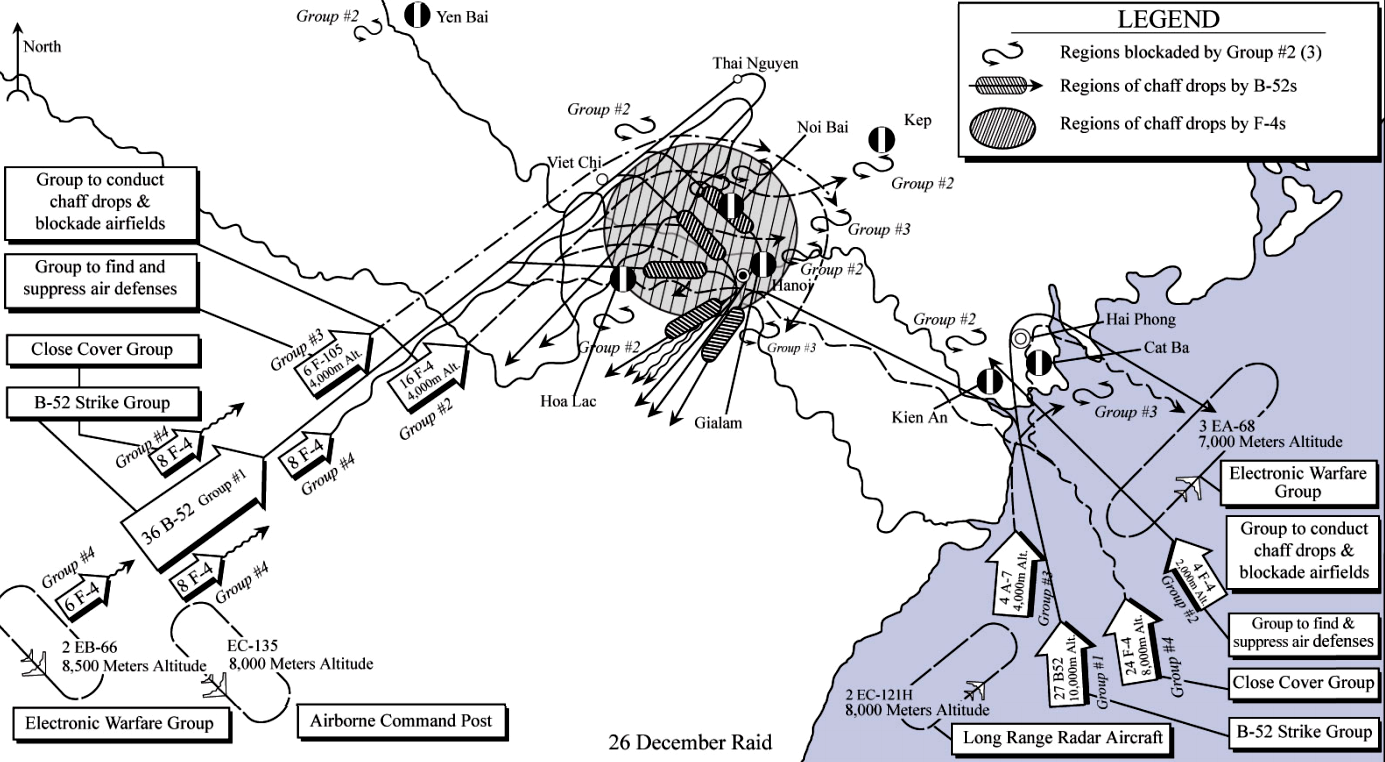
Plan du raid du 26 décembre 1972 sur Hanoï.

Le 18 décembre 1972, le B-52D dans lequel se trouvait le mitrailleur SSgt Samuel O. Turner venait de terminer une mission de bombardement de l'opération Linebacker II et était sur le point de rentrer lorsqu'un MiG-21 de la Force aérienne populaire vietnamienne s'approcha. Quand le chasseur entra dans son champ de tir, Turner tira avec ses quatre mitrailleuses de 12,7 mm. Le MiG explosa à l'arrière du bombardier, une victoire confirmée par le MSG Lewis E. Le Blanco, un mitrailleur de queue d'un Stratofortress proche. Turner reçut la Silver Star pour ses actions. Ce B-52, numéro de série 55-0676, est exposé à la Fairchild Air Force Base, à Spokane (Washington).
Le 24 décembre 1972, pendant la même campagne de bombardements, le B-52 Diamond Lil alla bombarder les gares de triage de Thái Nguyên, quand le mitrailleur de queue A1C Albert E. Moore vit comme un MiG-21 approchant à toute vitesse. Moore ouvrit le feu avec ses mitrailleuses, à environ 3 600 mètres, et continua à tirer jusqu'à ce que le chasseur disparaisse de sa vue. Le TSG Clarence W. Chute, un mitrailleur d'un autre Stratofortress observa le MiG prendre feu et tomber. Le Diamond Lil est exposé à l'United States Air Force Academy, au Colorado.
La dernière mission Arc Light eut lieu le 15 août 1973 et tous les B-52 quittèrent l'Asie du Sud-Est peu après.
Cette puissance de feu dévastatrice contraignit alors les Nord-Vietnamiens à regagner la table des négociations et permit la libération des prisonniers de guerre américains.
Pour tenter d'influencer l'URSS pour qu'elle fasse pression sur le Viêt Nam du Nord et débloque les négociations, Richard Nixon déclencha secrètement l'opération Giant Lance qui vit dix-huit B-52 équipés d'armes nucléaires simuler une préparation d'attaque de l'Union soviétique du 27 au 30 octobre 1969. À son niveau le plus important, la mission fut un échec. Elle effraya peut-être les Soviétiques, mais elle ne réussit pas à mettre fin à leur soutien à Hanoï et les Nord-Vietnamiens ne mendièrent certainement pas un accord de paix à Paris.

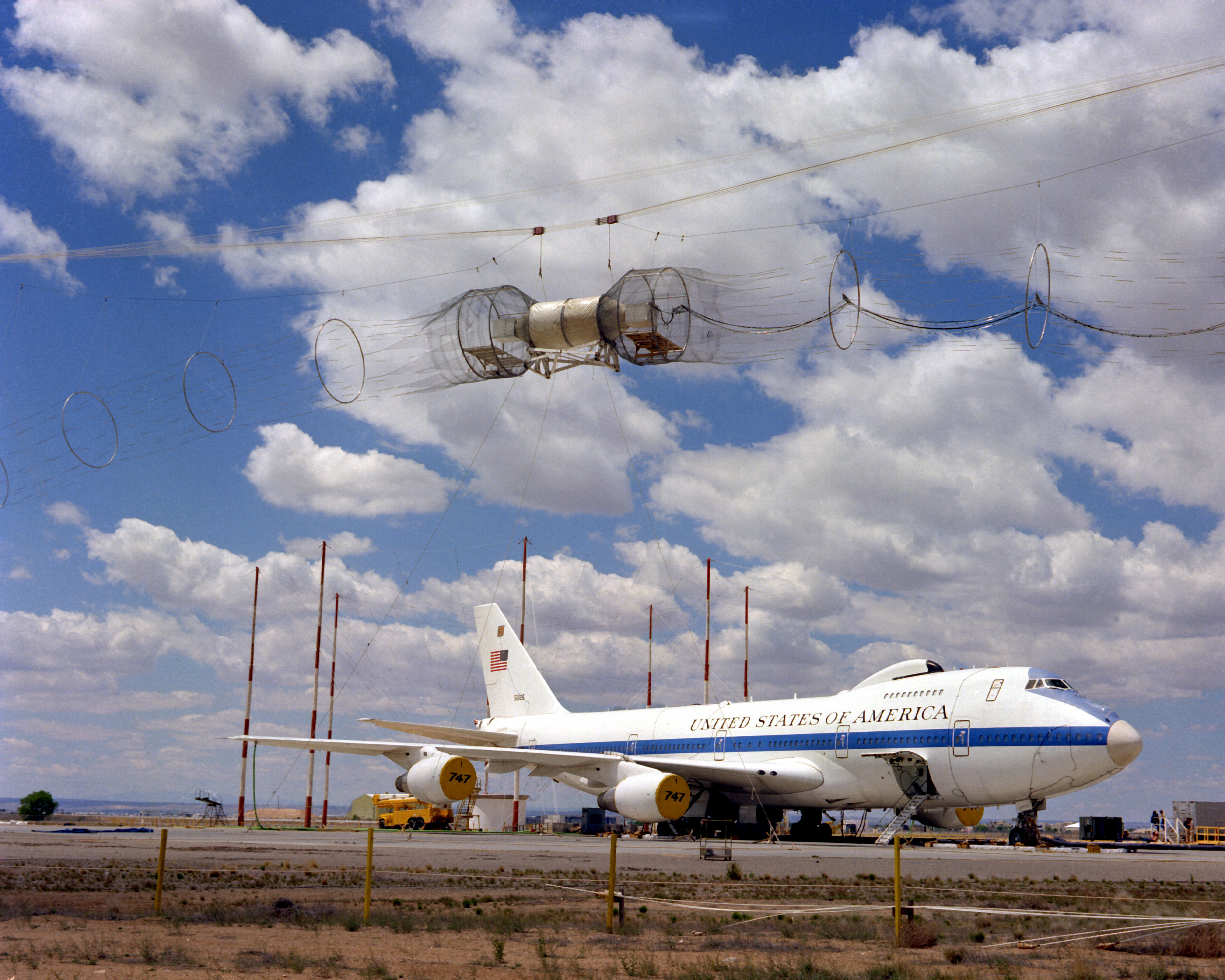
Un Boeing E-4 (une version du Boeing 747 transformé en poste de commandement pour le Strategic Air Command entré en service opérationnel en décembre 1974 subissant une simulation d'impulsion électromagnétique.

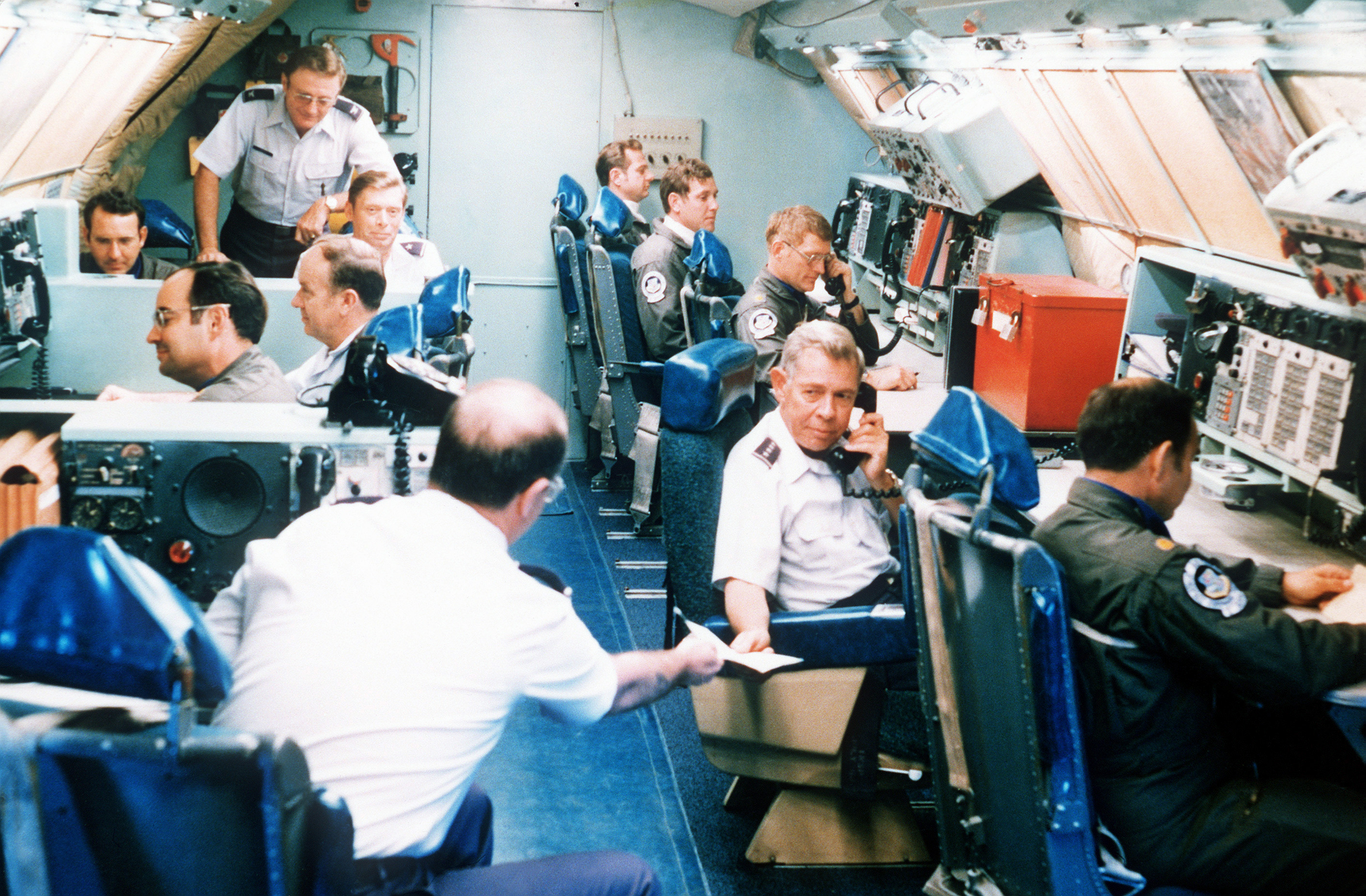
L'intérieur d'un poste de commandement aéroporté lors d'un exercice en 1979.

Après ce conflit, la fin des années 1970 constitua une période de stagnation pour le SAC, surtout lorsque l'administration américaine de Jimmy Carter annonça, en 1977, que le programme du B-1A Lancer, dans lequel les aviateurs américains plaçaient de grands espoirs, était annulé.

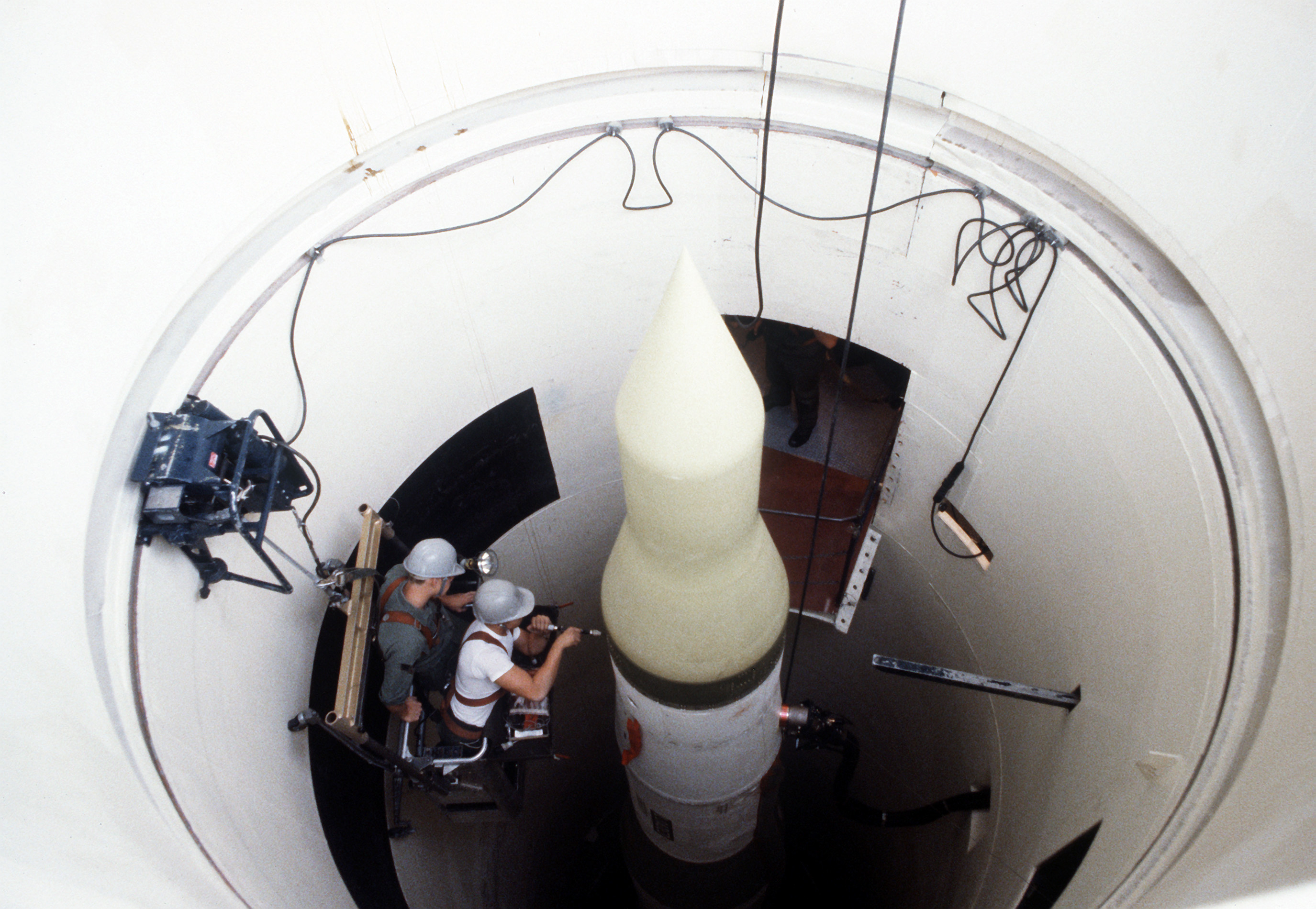
Minuteman III dans son silo de lancement à Whiteman Air Force Base.

Au même moment, les unités de missiles stratégiques réceptionnaient le LGM-30G Minuteman III, dont le nombre d'exemplaires devait atteindre 550. Le LGM-25C Titan II fut également maintenu en service avec son ogive W53 de 9 mégatonnes, surtout pour équilibrer la menace représentée par des missiles soviétiques comme R-36, dit SS-9 Scarp.
Avec l'arrivée au pouvoir de Ronald Reagan, au début de l'année 1981, la situation évolua considérablement et la guerre froide se renforça. Les programmes du bombardier B-1 Lancer et du missile MX reprirent vie, et les investissements dans le domaine de la défense connurent une extraordinaire augmentation.

### Années 1980 et fin

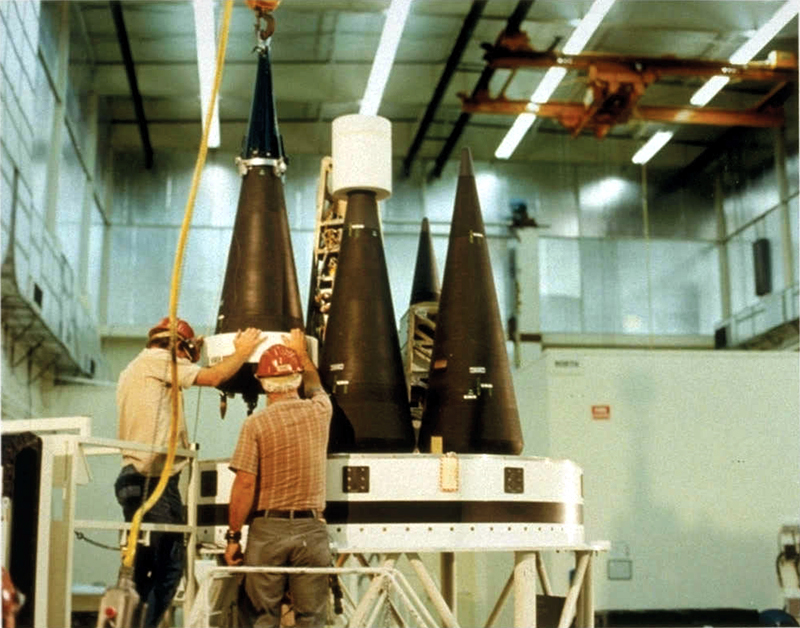
Assemblage des ogives MIRV W87 d'un missile MX.

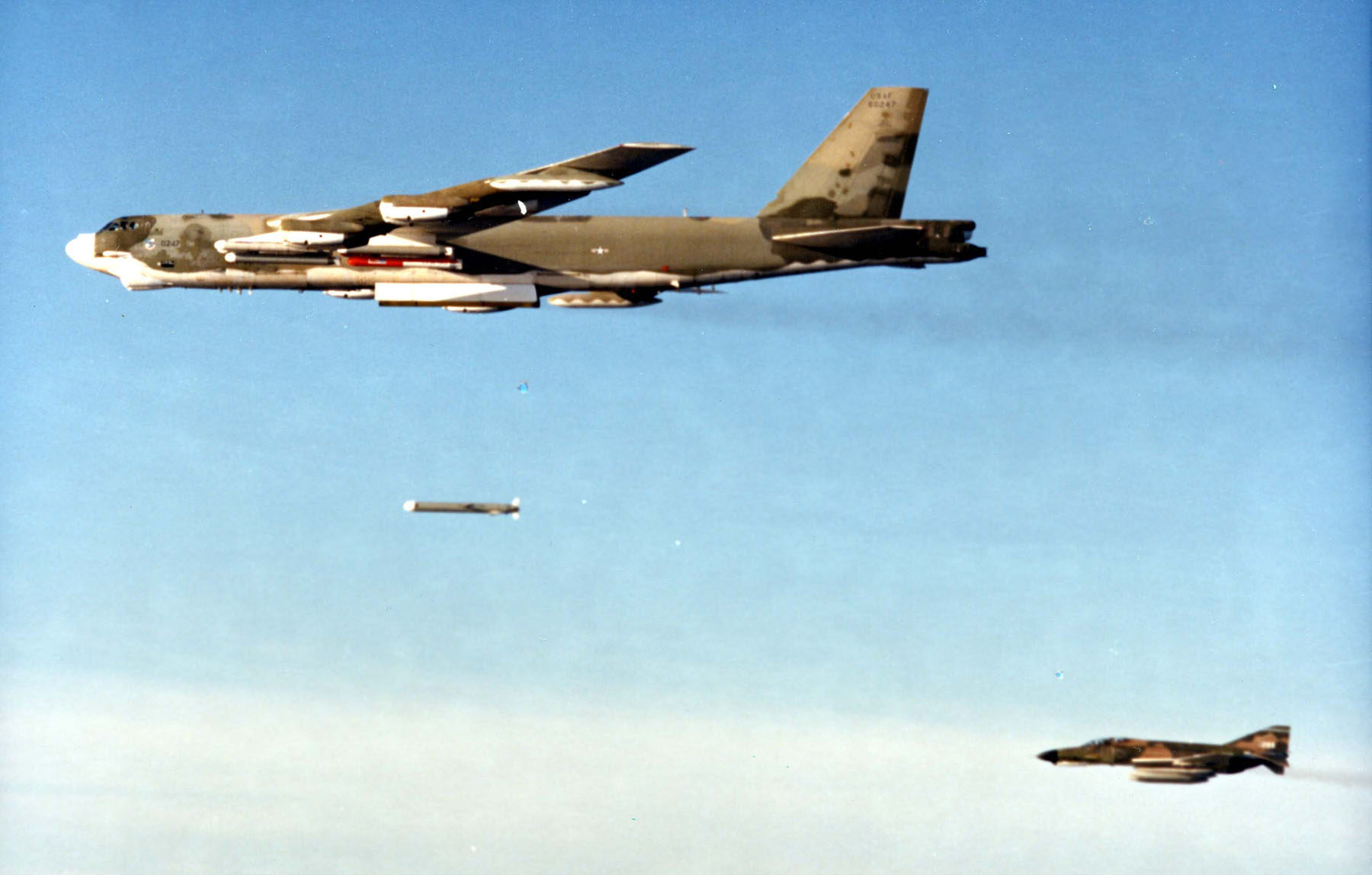
Un B-52H tirant un missile de croisière AGM-86 ALCM.

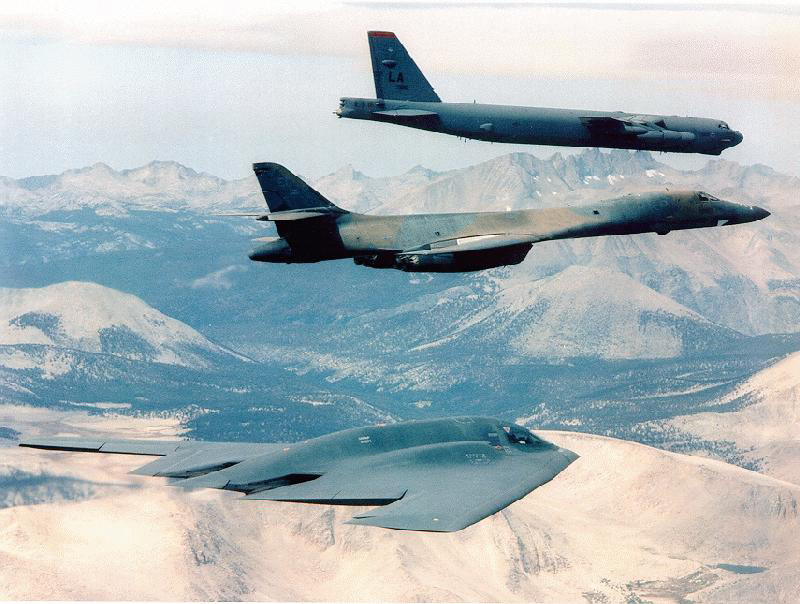
De bas en haut : Le B-2 conçu dans les années 1980, B-1B conçu dans les années 1970 et B-52 conçu dans les années 1950, les trois générations de bombardiers stratégiques en service dans l'USAF dans les années 2000

Reagan encouragea également le projet du B-2 Spirit, essentiellement parce qu'il fallait trouver un remplaçant au Boeing B-52, bientôt en passe d'être retiré du service.
De nombreux B-52G et B-52H avaient pourtant été transformés en plates-formes d'emport de missiles de croisière : 98 des B-52G étaient armés d'AGM-86 ALCM, tandis que les 102 B-52H produits avaient été conçus dès l'origine pour recevoir des armes de ce type.
Un total de 100 Rockwell B-1B Lancer entra en service en 1984 et 1988.

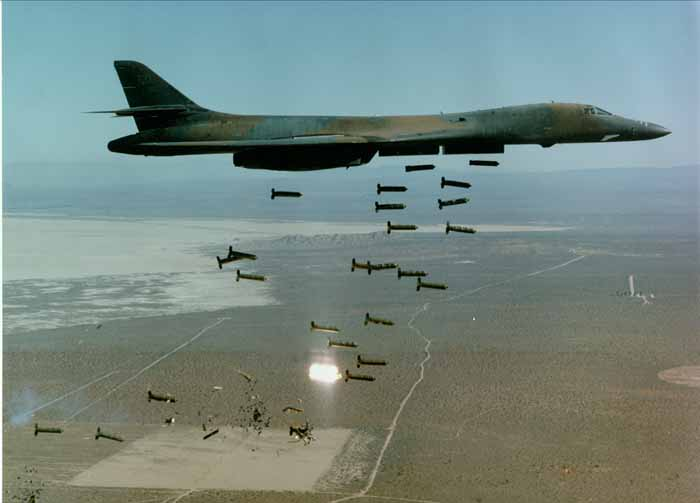
Un B-1B larguant des bombes à sous-munitions;

Le premier des 100 ICBM Peacekeeper commandés par l'USAF fut mis en place dans un silo de Minuteman dans le courant de l'année 1986.
Deux ans plus tard, pour la première fois depuis la fin de l'engagement américain au Viêt Nam, c'est-à-dire 1973, le SAC affecta quatre Wings de B-52 à des missions conventionnelles, en l'occurrence l'attaque antinavire.

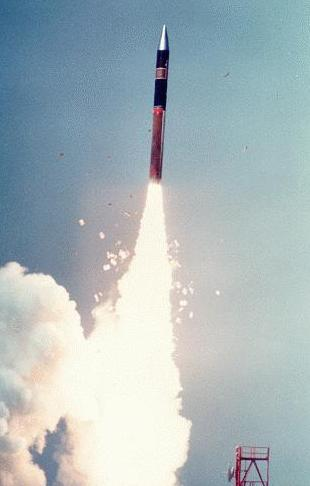
Tir du prototype du MGM-134 Midgetman, programme abandonné en 1991.

Un projet d'ICBM tiré depuis un lanceur mobile à l'instar des SS-20 soviétiques, fut lancé en 1986, mais le MGM-134 Midgetman fut abandonné avec la fin de la guerre froide.
À la fin des années 1980, la situation internationale évolua considérablement. En mai 1988, deux ans après que ses entretiens avec le Premier Secrétaire du Parti communiste d'union soviétique, Mikhaïl Gorbatchev, eurent échoué sur le projet d'Initiative de défense stratégique, Reagan effectua une visite en URSS. La même année, George Bush père, ayant remporté les élections présidentielles, poursuivit la politique de rapprochement avec les Soviétiques entamée à la fin du second mandat de son prédécesseur.

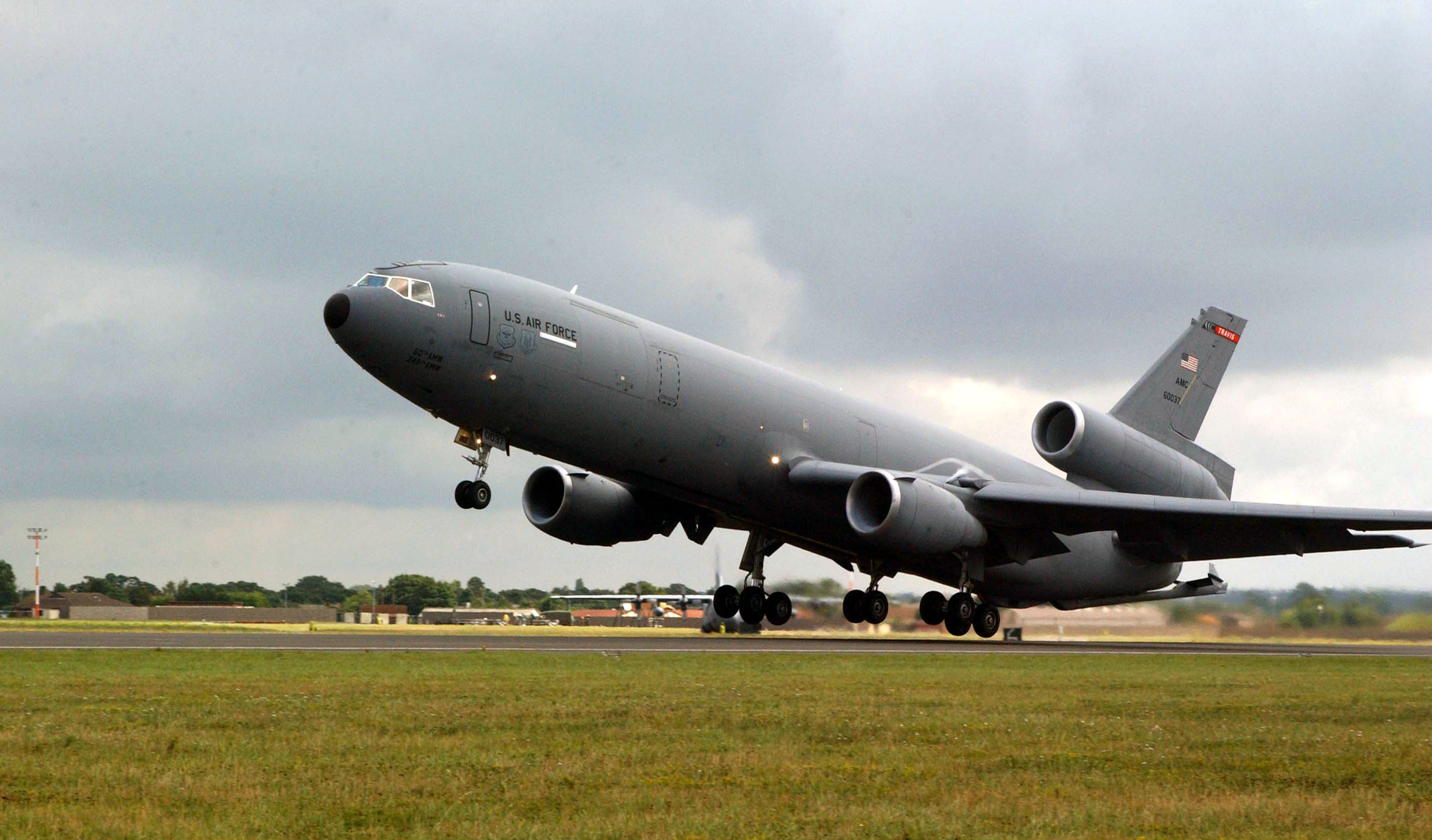
Ravitailleur KC-10 Extender décollant d'une base de la Royal Air Force. Il fut construit à 60 exemplaires et entra en service en 1981.

La flotte de bombardiers stratégiques était alors devenue trop réduite par rapport aux besoins. Officiellement, les 346 avions en service au début de 1990, 157 B-52G, 93 B-52H et 95 B-1B, étaient jugés suffisants, mais les militaires américains ne raisonnaient plus de la même façon.

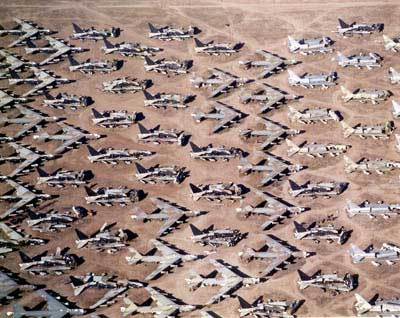
B-52 détruits à la suite du traité de réduction des armes stratégiques.

La force de missiles balistiques déclinait et les Titan II devaient être mis à la ferraille conformément au Traité de réduction des armes stratégiques, signé avec l'URSS. Parallèlement, les Minuteman I et II étaient en train de disparaître de l'inventaire du SAC, alors que le nombre de leurs ogives devait être réduit à une seule par missile. Ce même procédé fut appliqué à l'AGM-118, qui comportait alors dix ogives, à partir de 1992.
Les 48 FB-111A encore opérationnels furent transformés en F-111G et affectés à des missions à caractère tactique au sein du 27th Fighter Wing, basé à Cannon AFB.
La production du B-2, qui devait être initialement de 132 exemplaires, fut finalement ramenée à 21. L'accroissement extraordinaire des coûts et la fin de la guerre froide faillit porter un coup fatal au programme de cet appareil, qui entra en service opérationnel en 1997, après la dissolution du SAC.
Le Lockheed SR-71 Blackbird disparut du service actif en janvier 1990 avant de reprendre du service de 1995 à 1998.
Face aux profonds changements qui affectaient le monde, le SAC apparaissait désormais comme une sorte d'anachronisme, mais il opéra une dernière fois dans un conflit de grande envergure avant de disparaitre.

### Guerre du Golfe et fin
Outre les ravitaillements en vol discrets mais vitaux durant la Guerre du Golfe contre l'Irak, les attaques des bombardiers B-52 furent un élément important dans l'Opération Tempête du désert.
Environ quatre-vingts B-52G furent engagés dans ce conflit et réalisèrent 1 625 raids, livrant 40 % des armes larguées par les forces de la coalition, soit un total de 72 289 bombes ou environ 26 000 tonnes de munitions correspondant à 29 % du total du tonnage délivré et ne subirent qu'une perte — hors combat — et des dégâts mineurs provoqués par l'action de l'ennemi.
La première action du Buff fut une mission secrète effectuée à l'ouverture des hostilités, le 15 janvier 1991, avec le tir depuis sept B-52G du 2nd Bomb Wing décollant de Barksdale Air Force Base en Louisiane de 35 missiles de croisière AGM-86 ALCM équipés d'une charge conventionnelle de 1 000 livres contre des centrales électriques et d'autres cibles en Irak. Ce fut la première utilisation de cette arme développée en secret au combat.
Le lendemain, tôt dans la matinée du 16 janvier 1991, alors que les opérations militaires avaient débuté depuis quelques heures, douze B-52G décollèrent de Wurtsmith Air Force Base, au Michigan, avec des objectifs au centre de l'Irak, en trois patrouilles de quatre appareils emportant des bombes classiques et des sous-munitions. Seule la troisième patrouille put accomplir sa mission et bombarder un aéroport irakien sous le feu ennemi et battre ainsi provisoirement le record de missions de combat à plus grande distance. La première patrouille avait été rappelée par un AWACS à la suite de communications défectueuses et de contrôleurs de défense aérienne égyptiens nerveux et la deuxième avait dû abandonner car elle commençait à manquer de carburant après avoir dû contourner une tempête. Les B-52 se retrouvèrent ensuite sur l'aéroport international King Abdulaziz de Djeddah.
Le 16 février 1991, plusieurs B-52G décollèrent de la Barksdale Air Force Base, en Louisiane, furent ravitaillés en vol, attaquèrent leurs objectifs en Irak et regagnèrent leur base. Avec un trajet de 35 heures et environ 22 500 kilomètres aller-retour, cette action permit de battre de nouveau le record de mission de combat à plus grande distance,. Les mois suivants, les B-52G opérèrent depuis les bases de Djeddah, en Arabie saoudite, de l'île de Diego Garcia, de RAF Fairford, au Royaume-Uni, et de Morón Air Base, en Espagne ; à partir de février 1991 depuis ces deux dernières.
Les missions types depuis la base de Diego Garcia, qui vit affluer 3 000 hommes pour sa mise en œuvre durant cette crise, duraient environ 17 h, avec un premier ravitaillement en vol une heure après le décollage, un second quatre heures plus tard au-dessus d'Oman ou Bahreïn, et enfin deux autres avant la frontière saoudienne en direction du Koweït ou de l'Irak.
Les B-25G basés à l'aéroport international King Abdulaziz de Djeddah accomplirent le plus gros des missions de bombardement — soit 841 des 1 925 sorties de Buff — en raison de sa proximité avec le théâtre des opérations. Ces avions regroupés dans l'unité de circonstance 1708th BW(P) larguèrent 36 580 bombes soit 20 % du total des bombes larguées par l'ensemble de la Coalition. La masse totale de ces munitions est de 25 750 000 livre avoirdupois correspondant à 11 742 000 livres d'explosifs. Les types de munitions utilisés étaient : 22 532 M117 de 750 livres, 8 261 Mk 82, 2 122 CBU-52, 3 278 CBU-58 et 387 CBU-71/87/89.
Après les trois premières nuits, les forces de la coalition avaient éliminé la défense antiaérienne qui pourraient abattre les avions volant à haute altitude, s'assurant ainsi la supériorité aérienne. Les B-52 qui disposaient auparavant d'une escorte de F-15 et de F-4 Wild Weasel passèrent alors aux missions à haute altitude sans escorte particulière. Ceci réduisit son efficacité par rapport aux missions précédemment effectuées à basse altitude.

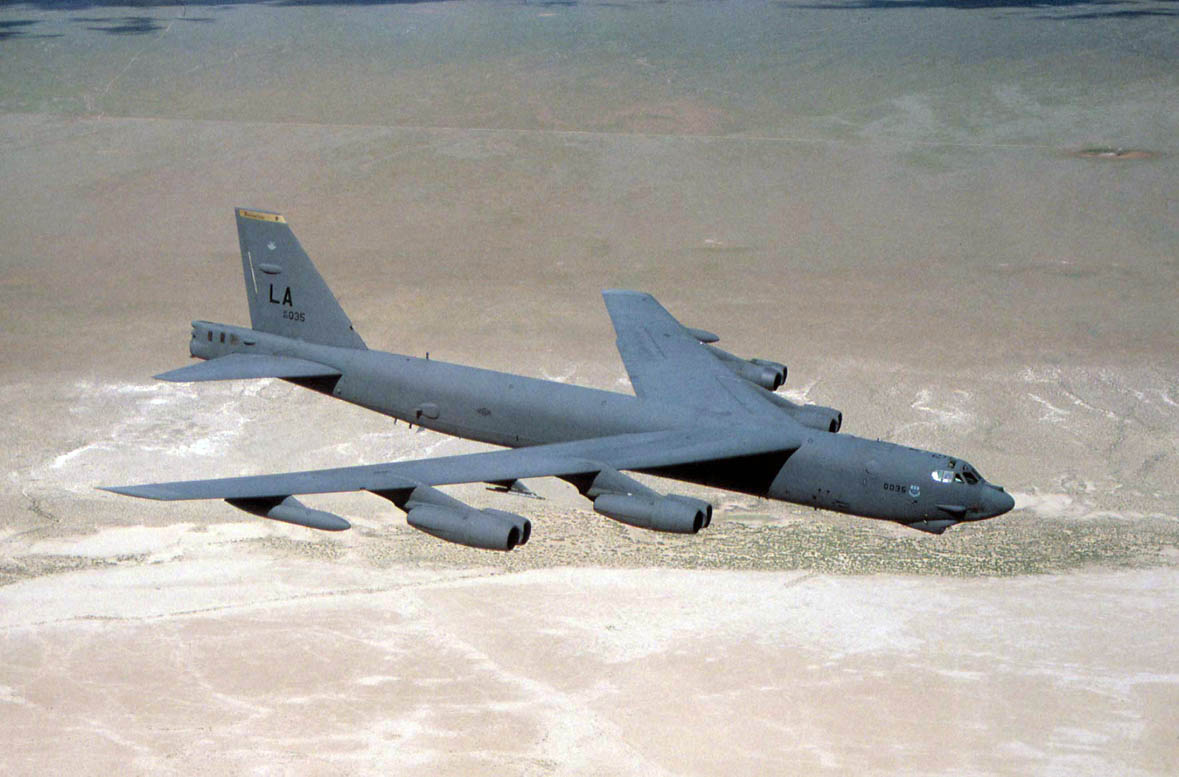
B-52H de la Barksdale AFB volant au-dessus du désert.

Les attaques conventionnelles furent réalisées par des groupes de trois bombardiers, avec jusqu'à 69 740 kg de bombes, couvrant une superficie de 1,5 milles de long pour 1 mille de large. Les bombardiers démoralisèrent les troupes de l'armée irakienne, dont une grande partie se rendit dès le début des attaques. En 1999, la revue de science et technologie américaine Popular Mechanics décrivit ainsi le rôle joué par le B-52 dans le conflit :

« La valeur du BUFF a été démontrée au cours de la Guerre du Golfe et l'Opération Desert Fox. Le B-52 éteint les lumières à Bagdad. »

Pendant la guerre du Golfe, plusieurs sources affirmèrent que des victoires air-air irakiennes furent remportées, comme le lancement d'un missile Vympel R-27R par le pilote Khudai Hijab depuis son MiG-29, qui endommagea un B-52G au cours de la première nuit de la guerre,. Toutefois, l'US Air Force affirma au contraire que le bombardier (numéro de série 58-0248) avait en réalité été endommagé par un tir ami, un missile anti-radar AGM-88 HARM dirigé vers le radar de contrôle de tir de l'armement de queue du B-52 ; l'avion qui avait pu atterrir à sa base d'attache fut ultérieurement renommé In HARM's Way. Peu après cet incident, le général George Lee Butler annonça la suppression du poste de mitrailleur des équipages du B-52 et la désactivation permanente des tourelles de queue, à partir du 1er octobre 1991.
La seule perte d'un B-52 durant ce conflit se produisit le 3 février 1991 : un appareil du 4300th BW(P) (numéro de série 59-2593) s'écrasa en mer à moins de 20 kilomètres de sa base de Diego Garcia à la suite d'une panne catastrophique de son système électrique entraînant l'arrêt de ses huit réacteurs alors qu'il volait à 2 000 pieds. Trois membres d'équipage purent s'éjecter et furent récupérés lors de la mission de secours, le corps d'un quatrième fut retrouvé mais pas celui des trois derniers aviateurs.
Le coup de grâce fut donné au Strategic Air Command le 1er juin 1992, avec l'entrée en vigueur de la nouvelle organisation de l'USAF. Quarante-six ans après sa création, le SAC était appelé à disparaître pour être absorbé, avec une grande partie du Tactical Air Command, au sein du nouveau Air Combat Command (ACC).

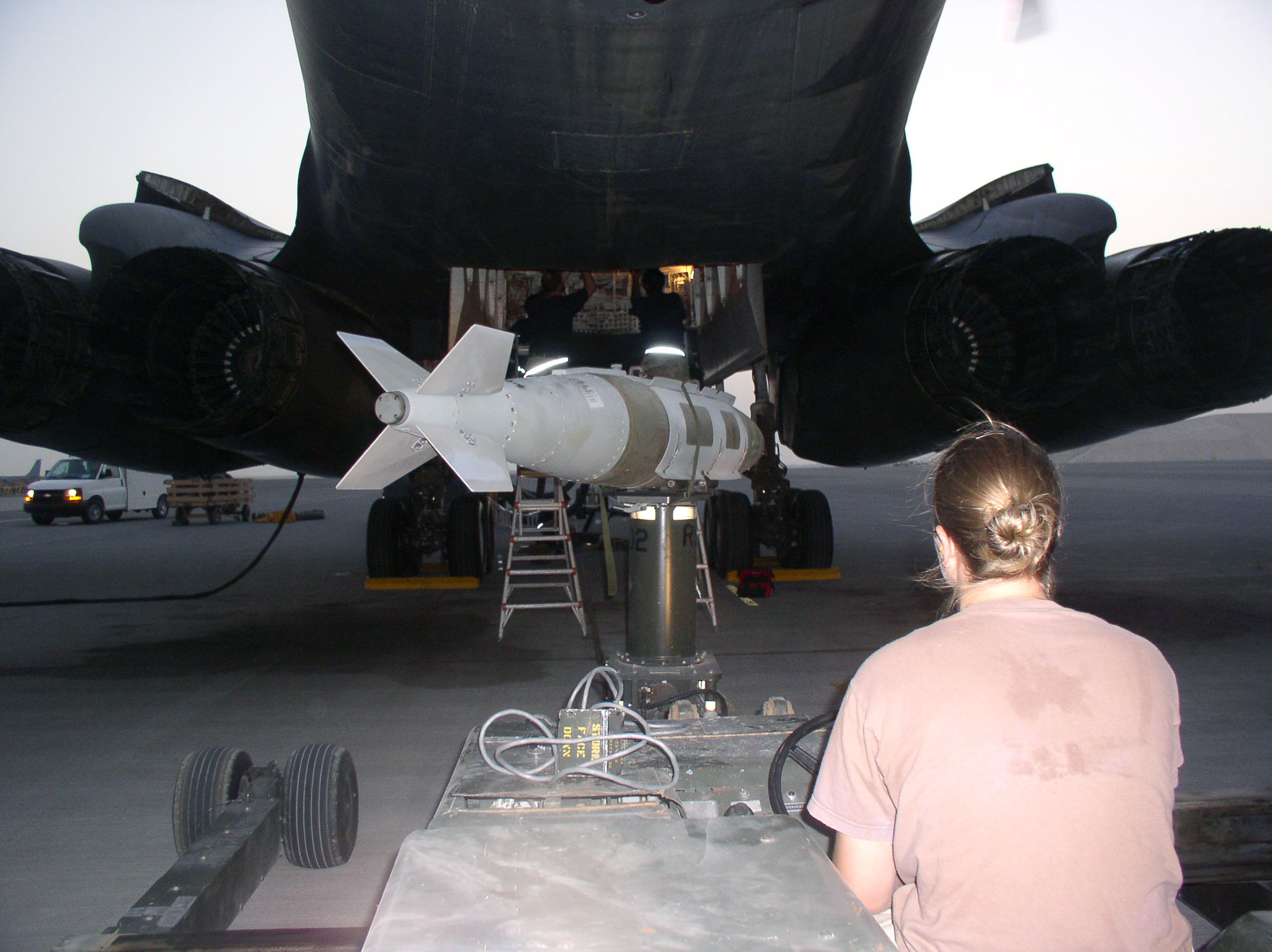
Chargement d'une JDAM dans la soute d'un B-1B. Le bombardement de masse s'est transformé en attaque de précision avec l'apparition d'armement air-sol de plus en plus évolué.

Un sous-commandement de l'aviation stratégique fut cependant conservé dans le cadre d'un nouvel Unified Combatant Command chargé de contrôler l'ensemble des armes nucléaires et des moyens stratégiques américains, le United States Strategic Command, afin de mettre en œuvre les bombardiers à long rayon d'action en cas de conflit.
Les six wings de missiles survivants de la 20e USAF passèrent sous l'autorité du nouveau Air Force Space Command, tandis que les avions de reconnaissance dépendaient de l'ACC. La plus grande partie des avions ravitailleurs KC-135 Stratotanker et KC-10A Extender furent réaffectés à l'Air Mobility Command (AMC).
Le 24 octobre 2007 fut annoncée la reconstitution d'un commandement majeur dédié aux armes et vecteurs nucléaires de la force aérienne, le Air Force Global Strike Command (AFGSC) qui est pleinement opérationnel depuis 2009.

## Culture interne et devises
Le SAC est aussi connu pour ses devises mémorables, qui ont marqué l’histoire militaire. Sa devise officielle, « Peace Is Our Profession » (« La paix est notre métier »), reste l’une des plus célèbres dans l’histoire militaire, incarnant la mission de dissuasion nucléaire du commandement au cours de la Guerre froide. Son origine remonte à fin 1957, dans le cadre d'un programme de réengagement, un sapin de Noël de quinze mètres fut érigé devant le bâtiment administratif du quartier général du SAC. Les commandants d'unité pouvaient allumer l'une des ampoules en réengageant un nombre donné d'aviateurs en première année. Un panneau d'état était installé à proximité pour indiquer les noms des commandants ayant fixé le quota. Un peintre fut chargé d'y apposer une pancarte reprenant le thème de la campagne de réengagement : « Maintenir la paix est notre métier », mais il ne trouva pas assez de place pour y inscrire tous ces mots. Le lieutenant-colonel Edward Martin et l'adjudant-chef Ben Kohot, responsables du projet « Arbre de la Paix », ont décidé d'omettre le mot « Maintenir ».
Lors d'une visite au quartier général du SAC, le colonel Charles T. Van Vliet, directeur de l'information de la Huitième Force aérienne, a vu le panneau, l'a apprécié et a repris l'idée pour la base aérienne de Westover, dans le Massachusetts. Par la suite, « La paix est notre profession » est apparu sur un grand panneau à l'entrée principale de Westover.
Toutefois, un autre slogan non officiel mais tout aussi célèbre faisait partie du folklore du SAC : « To err is human; to forgive is not SAC policy » (« L’erreur est humaine ; pardonner n’est pas la politique du SAC »). Ce dernier reflétait l'exigence de rigueur et d’infaillibilité associée à ce commandement stratégique, dont la mission exigeait une précision et une préparation irréprochables.

## Liste des commandants
|     | Nom                  | Photo | Début             | Fin              |
| --- | -------------------- | ----- | ----------------- | ---------------- |
| 1.  | George C. Kenney     |       | 21 mars 1946      | 18 octobre 1948  |
| 2.  | Curtis E. LeMay      |       | 19 octobre 1948   | 30 juin 1957     |
| 3.  | Thomas S. Power      |       | 1er juillet 1957  | 30 novembre 1964 |
| 4.  | John Dale Ryan       |       | 1er décembre 1964 | 31 janvier 1967  |
| 5.  | Joseph J. Nazzaro    |       | 1er février 1967  | 28 juillet 1968  |
| 6.  | Bruce K. Holloway    |       | 29 juillet 1968   | 30 avril 1972    |
| 7.  | John C. Meyer        |       | 1er mai 1972      | 31 juillet 1974  |
| 8.  | Russell E. Dougherty |       | 1er août 1974     | 31 juillet 1977  |
| 9.  | Richard H. Ellis     |       | 1er août 1977     | 31 juillet 1981  |
| 10. | Bennie L. Davis      |       | 1er août 1981     | 31 juillet 1985  |
| 11. | Larry D. Welch       |       | 1er août 1985     | 30 juin 1986     |
| 12. | John T. Chain        |       | 1er juillet 1986  | 31 janvier 1991  |
| 13. | George L. Butler     |       | 1er février 1991  | 1er juin 1992    |

## Filmographie
- Strategic Air Command, film de 1955 réalisé par Anthony Mann[46]